# Chiesa di Santa Maria di Portonovo
La chiesa di Santa Maria di Portonovo è un prezioso esempio dell'architettura romanica delle Marche. Immersa nello scenario naturale della Riviera del Conero, affacciata sul mare Adriatico, costituisce un esempio di equilibrio fra natura e architettura. Sorge infatti tre le pendici del monte Conero e la spiaggia di Portonovo, località del comune di Ancona (Portonovo è una delle contrade della frazione del Poggio).

## Storia

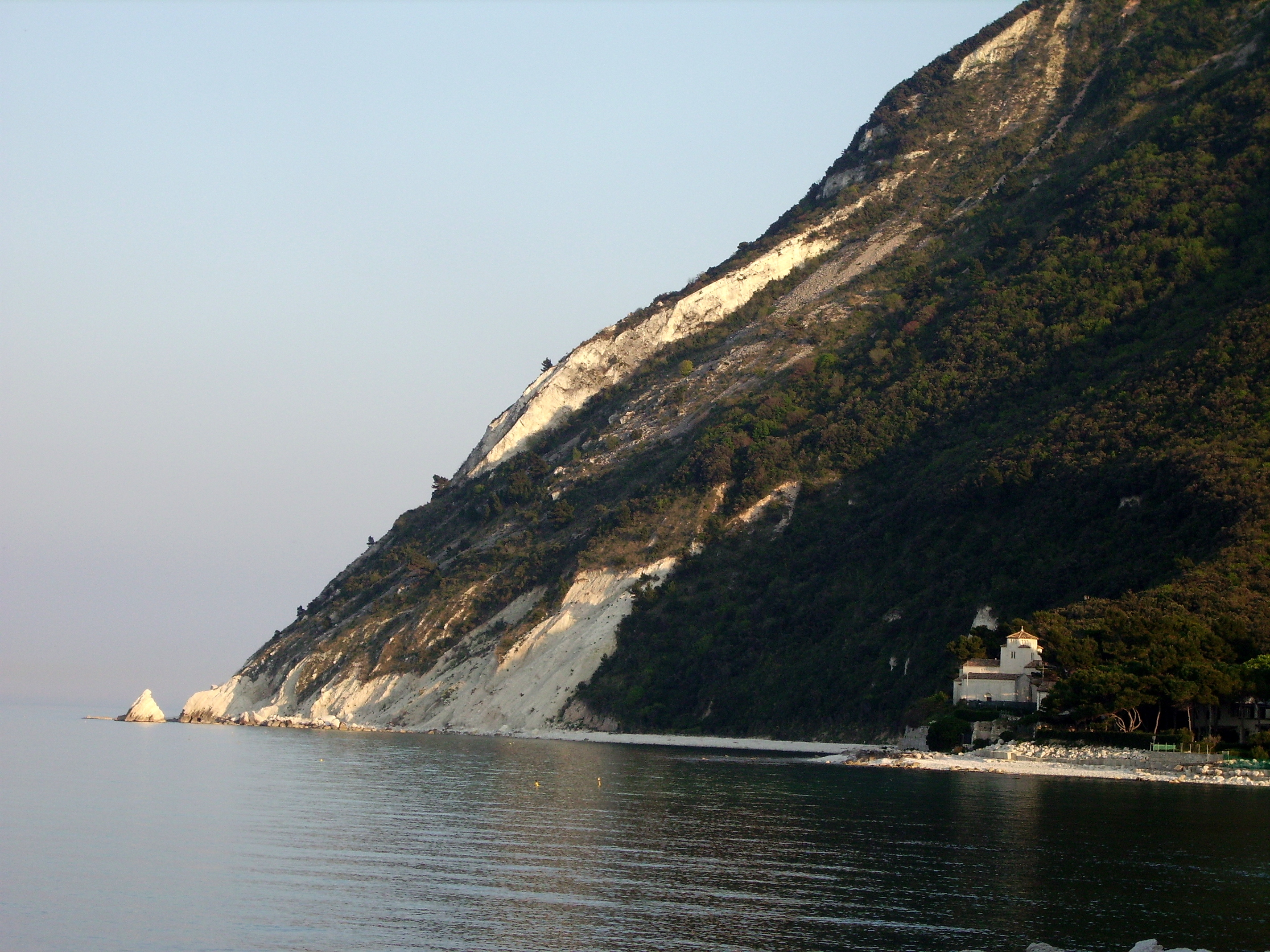
Portonovo di Ancona, chiesa di Santa Maria alle pendici del monte Conero, pochi metri sopra la spiaggia

Santa Maria di Portonovo è un capolavoro dell'architettura romanica non solo marchigiano, ma per l'intero romanico italiano.
Questa chiesa, col suo adiacente monastero (distrutto dopo il 1320), è l’unico edificio di cui si ha notizia storica a trovarsi nella zona dei due golfi di Portonovo. Per circa 680 anni è stato così, poiché la Torre Clementina, poco distante, venne costruita solo nel 1716 ed il "giovane" Fortino risale solo a dopo il 1811.
Se s'immagina quindi questo scenario: monte, mare, chiesa, monastero; niente borgo, niente strade, se non un angusto sentiero che serpeggiava sul monte, aree paludose nelle vicinanze...., si descrive un ambiente certo non molto dissimile da quello che i monaci Benedettini solitamente prediligevano per la costruzione dei loro edifici monastici.

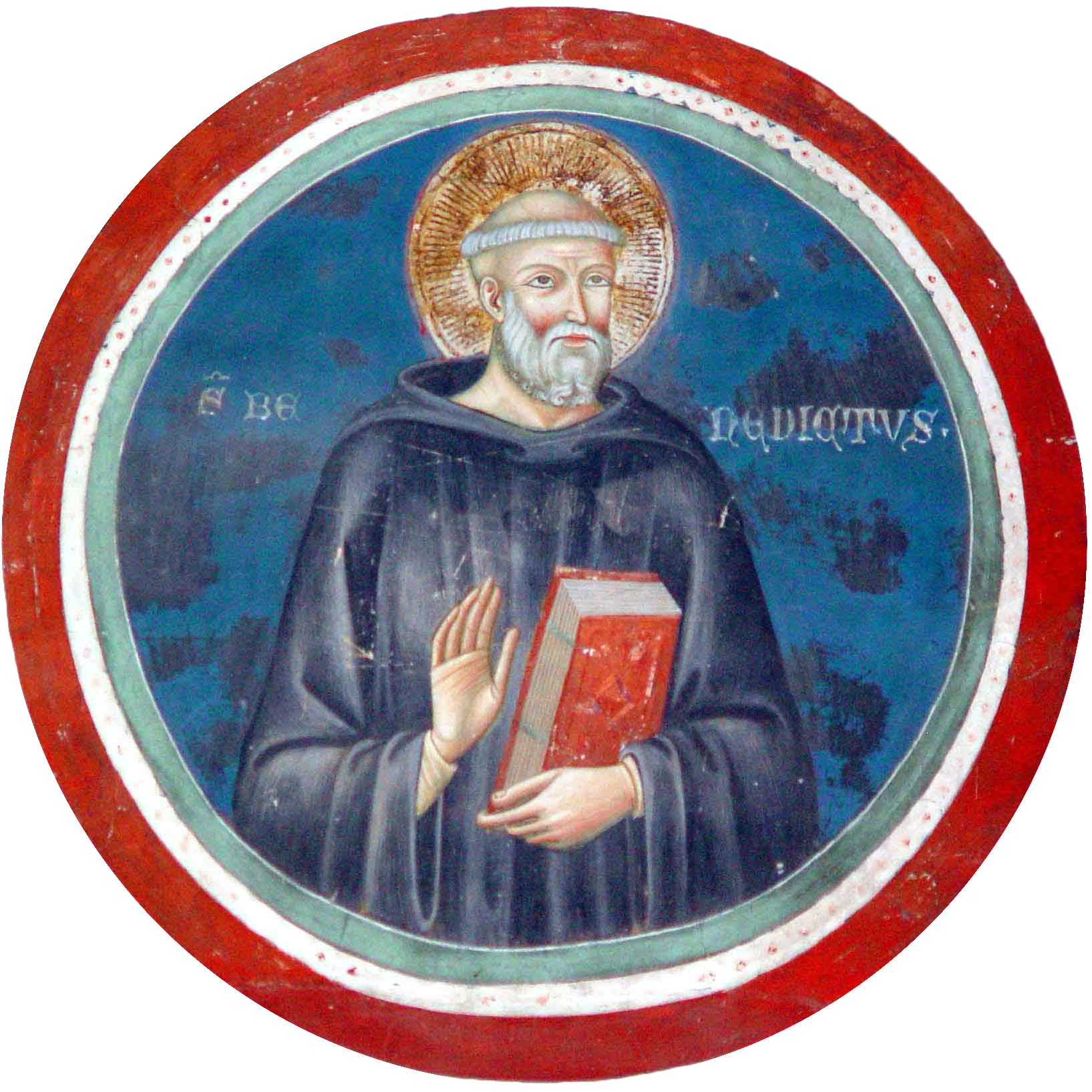
Subiaco (RM), affresco raffigurante San Benedetto da Norcia.

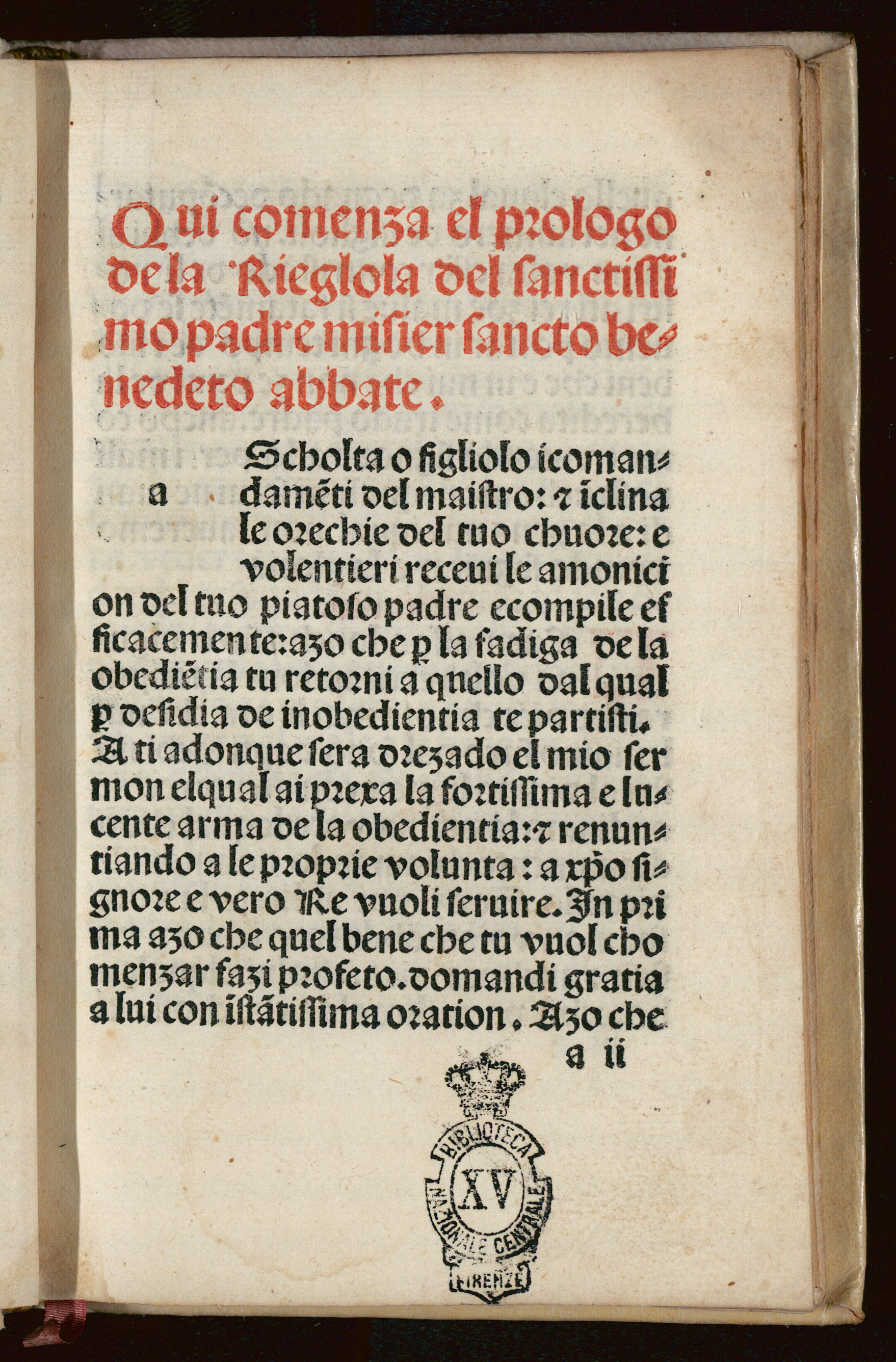
Prologo della Regula di San Benedetto

Quest'ordine religioso fu fondato da San Benedetto da Norcia nel VI secolo, stabilendo che i suoi monaci avrebbero pregato e lavorato. “Ora et labora” era la sintesi della Regola, l'insieme di norme che Benedetto raccolse per dare direttive ai suoi confratelli sull'organizzazione della vita monastica, e in cui queste due attività erano minuziosamente cadenzate nel corso della giornata.
Nel 1177 Papa Alessandro III decretò che nel monastero di Portonovo si dovesse osservare inviolabilmente la regola benedettina.
Un passo della Regola stessa fornisce forse la spiegazione in merito all’assenza di "firma dell’autore" in relazione alla costruzione della chiesa: "...se nel monastero vi saranno degli artigiani, esercitino la loro arte con grande umiltà, sempre che lo permetta l’abate...". Non deve quindi stupire che non ci sia traccia del nome del magister lapidum o del magister fabrorum autore delle magnifiche forme della Chiesa di Santa Maria, che nonostante l’acuto dente del tempo rimangono ancor'oggi superbe. Questo rientra certo nell’ottica benedettina. Umiltà, sinonimo di anonimato.
Ma il lavoro del benedettino era anche quello duro, durissimo dei campi, delle selve; si hanno notizie di disboscamenti, di deviazioni di corsi d’acqua per creare una difesa a chiese, monasteri e possedimenti monastici. Le generazioni seguenti hanno dovuto e debbono, ancora oggi, molto a questo ordine, silenzioso custode tra l’altro di biblioteche ed archivi di inestimabile valore storico- artistico, nonché, ovviamente, religioso.
I Benedettini, forse di provenienza franco-normanna, costruirono quindi la Chiesa dedicata a Santa Maria, secondo lo stile lombardo, nella baia di Portonovo, su un piccolo rialzo roccioso che si protendeva nel mare, lambito dal verde della macchia mediterranea; per accedervi si percorre una strada stretta tra il mare ed un piccolo lago costiero, detto lago Profondo.

### La questione della datazione
La datazione della sua edificazione è controversa:
- secondo l'architetto Giuseppe Sacconi, Luigi Serra[5], M. Marinelli e G. Aurini la chiesa fu costruita nel XI secolo[6];
- secondo lo storico dell'arte Wolfgang Krönig la costruzione risale alla metà dell'XI secolo[7]
- secondo l'ing. Costantino Costantini l'edificio fu completamente ricostruito nel XIII secolo.

La prima informazione sul monastero e la chiesa di Portonovo sembra risalire al 1034: "L’anno 1034 di nostra salute un tal Stefano di Germano del quondam Teobaldo Grimaldi dal Poggio, castello della diocesi anconitana e più vicino al detto luogo, fece donazione di 35 misure di terra, chiamate in quel tempo “modioli”, accioché in quel sito dove al presente si vedono le vestigia di detta abbadia e chiesa ancora in essere, si edificasse un tempio alla Beatissima Vergine Maria: come rogo in detta donazione Michele notaro anconitano, il 7 luglio anno 1034, copia del qual rogito si trova nell’archivio delle scritture del capitolo di San Ciriaco di Ancona". Questo documento purtroppo viene solamente riportato, in quanto, malauguratamente, l’originale è andato perduto, e, pertanto, non ne è certa l’autenticità.
Secondo altri, l'abbazia sarebbe stata donata nel 1038 ad alcuni canonici dal conte Ugo di Mezone dei Conti Cortesi di Sirolo, insieme alla moglie Adelasia, Amezone (o Amizzo) di Maurizio e Uffredo (o Aufrido) di Amezone.

### La crescita d’importanza del monastero

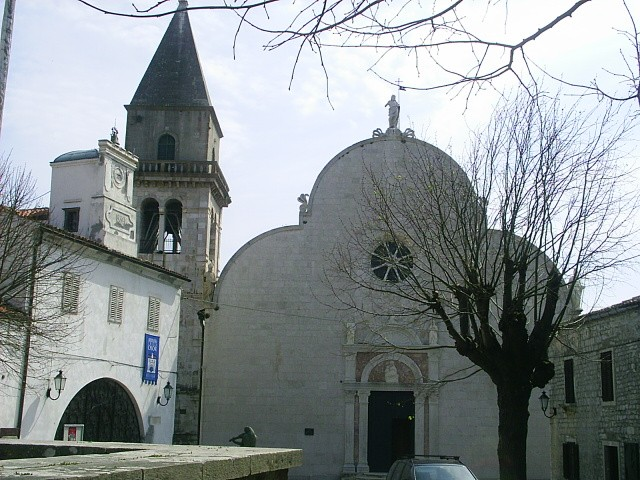
La cattedrale di Ossero che ospita le spoglie di San Gaudenzio

L’importanza del monastero di Portonovo tra l'XI ed il XIII secolo è dimostrata dal fatto vi soggiornò fino alla morte San Gaudenzio, che, dal 1030 circa al 1042, fu vescovo di Ossero o Ossaro nell’attuale Croazia. La sua fermezza nel difendere la santità del sacramento del matrimonio lo obbligò ad allontanarsi dalla sede vescovile, riparando prima a Roma, presso il papa Benedetto IX, quindi ad Ancona, dove chiese asilo alla Comunità benedettina di Portonovo e dove rivestì l'abito monastico, ricevendolo dalle mani di San Pier Damiani.
La permanenza presso il Monastero di Santa Maria di Portonovo perfezionò la sua vita e, secondo quanto tramandano le tradizioni, la sua già alta spiritualità venne attestata dal dono dei miracoli. Concluse la sua esistenza nella stessa Abbazia, il 31 maggio dell'anno 1044 ed ivi fu sepolto, continuando la sua azione taumaturgica anche dopo la sua morte.
Gli Ossaresi non vollero però che il loro Vescovo rimanesse lontano da loro e ne richiesero il corpo; avutone un rifiuto, non ebbero timore di rubarlo, riportandolo nella loro città, dove ancora si trova sepolto, nella Cattedrale dell'Assunzione di Maria.
Ugualmente, i ripetuti privilegi pontifici concessi all'Abbazia da parte del Papa Alessandro III nel 1177, del Papa Lucio III nel 1184 e del Papa Onorio III nel 1222, e da vari imperatori testimoniano dell'importanza e della ricchezza raggiunte dal monastero di Portonovo.
Nel 1225 si hanno notizie di un suo ampliamento voluto dai conti Cortesi di Sirolo.

### San Pier Damiani e la citazione dantesca

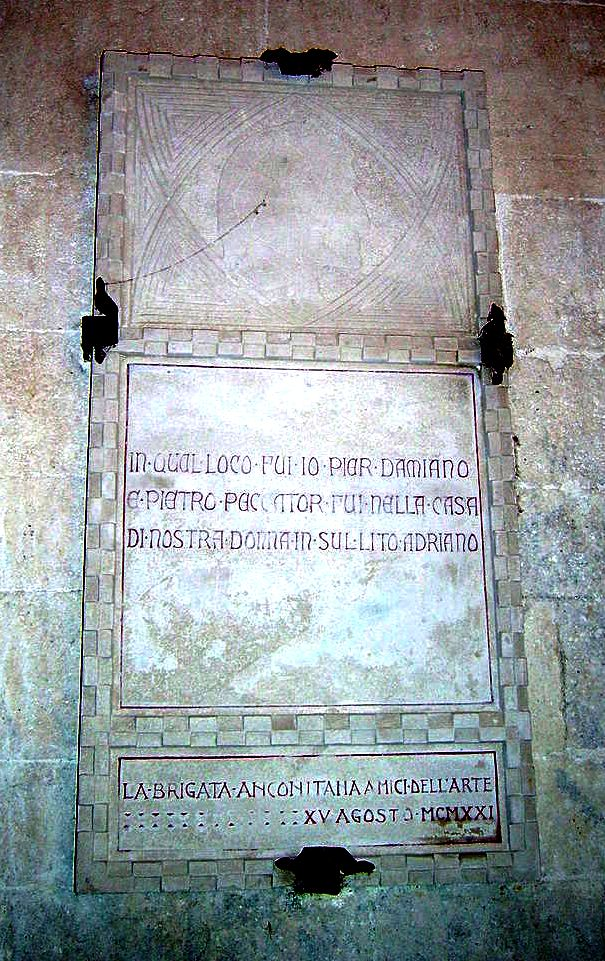
Ancona, Chiesa di Santa Maria di Portonovo, interno: lapide con i versi danteschi del XXI canto del Paradiso.

Nel vestibolo della chiesa una lapide riporta i seguenti versi del XXI canto del Paradiso dantesco:
e Pietro Peccator fu' ne la casa

di Nostra Donna in sul lito adriano.»
(Canto XXI, vv. 120-123)
Questi versi parlano del soggiorno di San Pier Damiani prima a Fonte Avellana (in quel loco) e poi in una chiesa dedicata a Maria (casa di Nostra Donna) posta sulla riva del mare Adriatico (in sul lito adriano); i versi informano anche del fatto che in questa chiesa Pier Damiani aveva assunto il nome di Pietro peccatore.

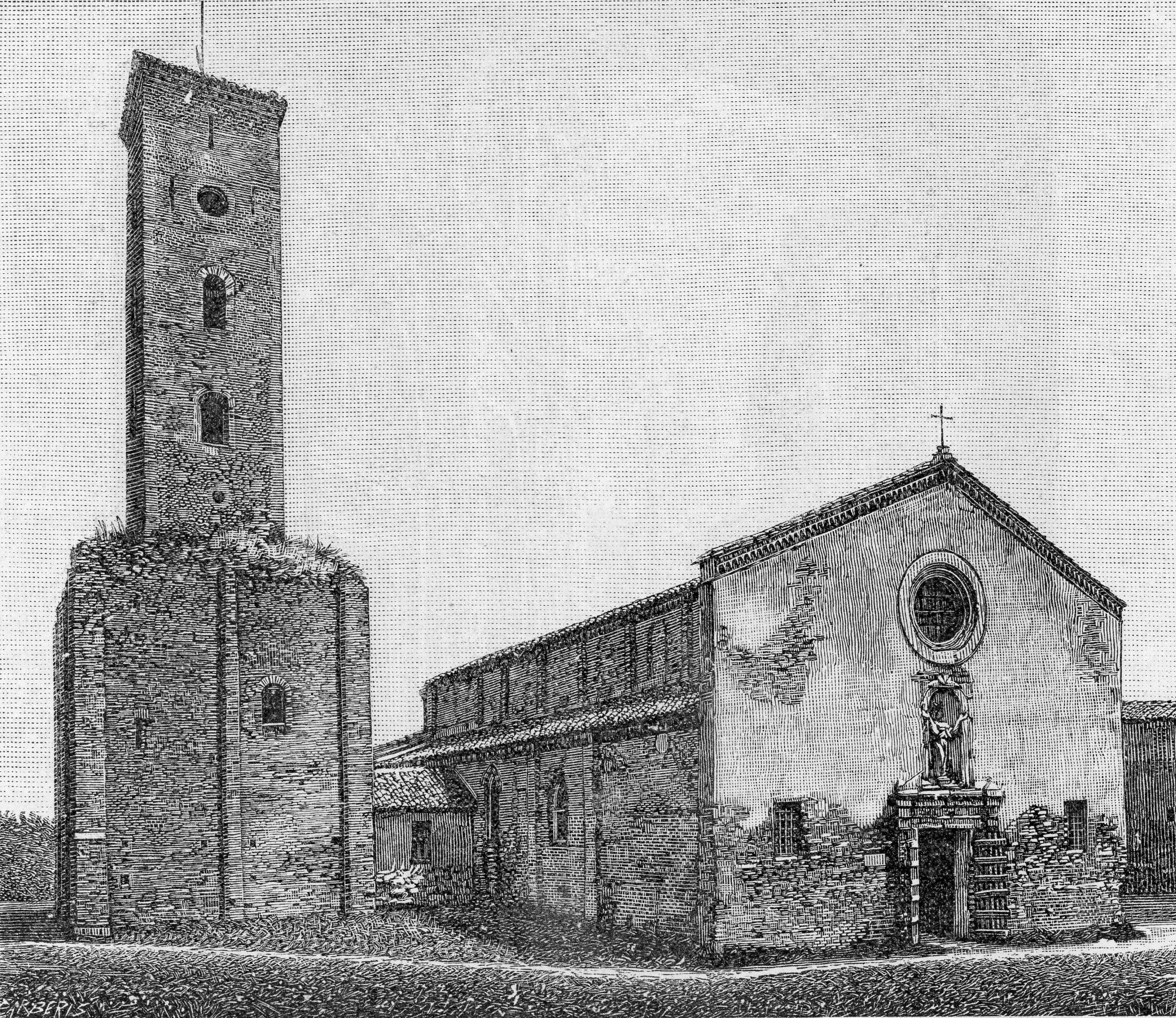
Chiesa di Santa Maria in Porto Fuori, Ravenna, nel 1900 (xilografia di Giuseppe Barberis)

Discordanti sono le opinioni sull'interpretazione della terzina: secondo alcuni, in essa si allude alla chiesa di Portonovo, secondo altri, invece, a quella di Santa Maria in Porto Fuori di Ravenna.
Gli argomenti a sostegno dell'identificazione di Santa Maria di Portonovo con la casa di Nostra Donna in sul lito adriano sono i seguenti:
- Santa Maria di Portonovo era un'abbazia benedettina avellanita, ossia era presidiata proprio dallo stesso ordine a cui apparteneva San Pier Damiani; a Santa Maria in Porto presso Ravenna invece avevano stanza i chierici regolari o agostiniani portuensi. Perché mai un monaco benedettino avrebbe dovuto passare un periodo di penitenza presso una chiesa appartenente ad un ordine diverso dal proprio? E perché mai in un luogo ove si osservava una regola molto meno severa di quella benedettina?Andrea Barbiani, Tela raffigurante San Pier Damiani (XVIII secolo)

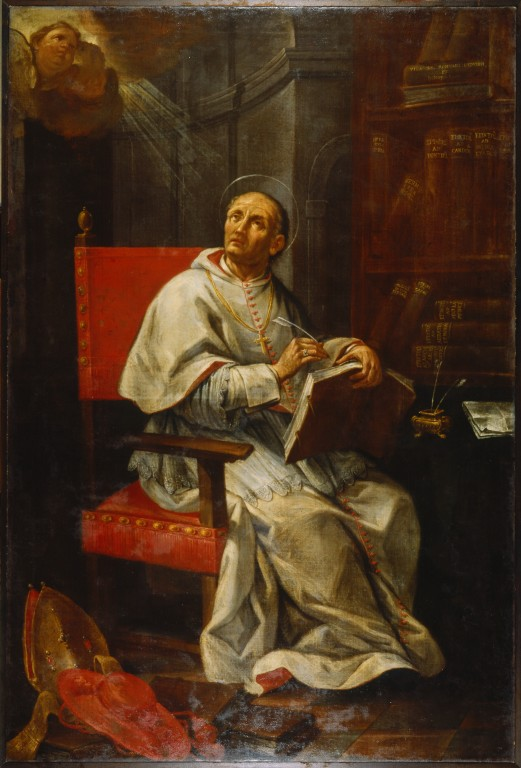
Andrea Barbiani, Tela raffigurante San Pier Damiani (XVIII secolo)

- San Pier Damiani era nativo di Ravenna, e per un monaco che avesse voluto fare penitenza era usanza allontanarsi dal luogo natale, per avere maggiore raccoglimento. Dunque la chiesa di Santa Maria in Porto, sorgendo nei pressi di Ravenna non avrebbe consentito a Pier Damiani di condurre quella vita distaccata dal mondo necessaria alla penitenza.
- San Pier Damiani mostra nei suoi scritti[14] di aver vissuto un periodo di vita cenobitica insieme a San Gaudenzio, vescovo di Ossero, che passò l'ultimo periodo della sua vita proprio a Portonovo. Per questo motivo si ritiene probabile che San Pier Damiani abbia dimorato nell'abbazia di Portonovo, dove conobbe San Gaudenzio e compose gli opuscoli XIX e XX in cui scrive di lui.[15].
- San Pier Damiani era molto legato ad Ancona, come prova, tra l'altro, la sua Epistola VI, nella quale si rivolge a papa Niccolò III affinché liberi la città dorica dalla scomunica; inoltre è provato che frequentasse ripetutamente le varie abbazie benedettine delle Marche.
- La sola chiesa costruita direttamente sul litorale adriatico, a ridosso della spiaggia, dedicata a Maria e appartenente ad un monastero benedettino, è Santa Maria di Portonovo.
- I primi commentatori della Divina Commedia non potevano pensare alla chiesa di Portonovo, semplicemente perché essa era stata abbandonata dai monaci Benedettini nel 1320; i commentatori successivi non misero in dubbio quanto detto dai precedenti dato che la chiesa di Portonovo era sempre più avvolta dall'oblio.
- Santa Maria in Porto presso Ravenna è stata costruita venti anni dopo la morte di San Pier Damiani, e dunque non poté in alcun modo ospitarlo. I commentatori che sostengono ugualmente questa localizzazione ipotizzano che Dante non conoscesse la data di costruzione della chiesa[16].
- Per sostenere che sia Santa Maria in Porto presso Ravenna la casa di nostra donna e nel contempo non ammettere un'ignoranza cronologica da parte di Dante, alcuni commentatori ipotizzano che il Poeta, in questi versi, parli di due monaci distinti, entrambi di nome Pietro: Pier Damiani (che dimorò in quel loco cioè a Fonte Avellana) e Piero degli Onesti (che dimorò realmente nella chiesa ravennate). Volendo seguire questa ipotesi è necessario allora scrivere diversamente la terzina dantesca: nel primo verso la parola fu dovrebbe essere scritta con l'apostrofo (a significare "fui", prima persona singolare, con soggetto Pier Damiani) e, nel secondo verso, senza apostrofo ("fu", terza persona singolare, con soggetto Piero degli Onesti). La terzina diverrebbe quindi In quel loco fu' io Pier Damiano / e Pietro peccator fu nella casa... Questo sembra davvero poco probabile perché non attinente al discorso che San Pier Damiani sta facendo a Dante.

Alla luce di quanto argomentato sopra, appare priva di difficoltà l'identificazione della casa di Nostra Donna con Santa Maria di Portonovo; i primi commentatori danteschi non potevano però conoscere questa chiesa, perché alla loro epoca era già stata abbandonata da decenni e dimenticata. Per questo motivo essi avrebbero cercato di sostenere l'ipotesi più difficile (Santa Maria in Porto Fuori di Ravenna), ma che credevano fosse l'unica possibile. Tutti i commentatori successivi della Commedia, poi, si affidarono all'autorità dei precedenti, sino quasi ai giorni d'oggi.

### Il declino e l'abbandono del monastero
All'inizio del '300 fu abate di Portonovo Giovanni Ferretti, esponente della nobile famiglia anconetana dei conti Ferretti, in seguito nominato vescovo di Ascoli.
Successivamente, a causa di terremoti e frane, il monastero benedettino di Portonovo perse la sua prosperità. Infatti, si verificarono ripetuti crolli di “lame” di pietra dal Monte d’Ancona (come viene anche chiamato in zona il Monte Conero), uno dei quali uccise l’Abate dell'epoca ed alcuni confratelli.

Ancona, Via Podesti (antica Via S. Martino), antico convento di S. Martino di Capodimonte

I monaci si rivolsero quindi nel 1319 al Vescovo di Ancona, Nicolò degli Ungari, chiedendogli di potersi trasferire in altro luogo. Così, il 17 gennaio 1320, i benedettini lasciarono il monastero di Santa Maria di Portonovo per installarsi ad Ancona nel monastero di San Martino di Capodimonte, nell'attuale via Francesco Podesti, quasi di fronte all'attuale Chiesa dell'Annunziata. Ciò segnò l’inizio della decadenza del monastero di Portonovo.
I monaci benedettini ottennero di poter mantenere tutti i loro privilegi e diritti e rimasero per oltre un secolo nel monastero di San Martino di Ancona, la cui chiesa venne intitolata a Santa Maria di Portonovo.
La loro permanenza in questo monastero si protrasse fino al 1436, quando, per bolla del papa Eugenio IV, l’Abbazia, il monastero, le chiese, i poderi e i diritti furono donati alla Mensa capitolare dei canonici della Cattedrale di Ancona. Così cessò la presenza benedettina ad Ancona.
Una volta pervenuto sotto la giurisdizione del Capitolo della Cattedrale di Ancona, dal 1436 questo affidò ad alcuni monaci eremiti il complesso degli edifici di Portonovo siti sulla costa, i quali, tuttavia, rimasero esposti alle frane ed alle mareggiate, nell'indifferenza dei religiosi ivi residenti.
Nel 1518 una incursione barbaresca contribuì alla definitiva rovina dell’edificio conventuale; esso, già molto compromesso a causa delle continue frane, crollò del tutto, mentre la chiesa resse e regge tutt’ora a mostrare la sua vittoria sulle forze ostili della natura.
Dopo questa data si hanno poche notizie del luogo; nel 1669 il campanile appariva ancora esistente, elemento che figurava anche in un rapporto del cardinal Buffalini del 1769, che attestava invece la definitiva rovina del monastero.
Durante il periodo napoleonico la chiesa venne trasformata dalle truppe italiche insediate a Portonovo in magazzino e ricovero animali, arrecandole numerosi danni e asportando da essa e dalle rovine del monastero materiali da costruzione (che vennero utilizzati per l'edificazione del vicino Fortino), riducendola così in un grave stato di dissesto.

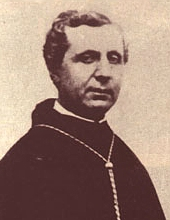
Pietro Francesco Casaretto, fondatore della Congregazione sublacense dell'Ordine di San Benedetto.

Nel 1837, dopo aver prestato aiuto ai colerosi di Ancona, e specialmente ai soldati francesi del re Luigi Filippo, si stabilì a Portonovo l’Abate Pietro Francesco Casaretto, fondatore della Congregazione Cassinese della Primitiva Osservanza dell'Ordine di San Benedetto. Egli prese in custodia la Chiesa che minacciava rovina e, parte con denaro proprio, parte con offerte altrui, vi fece importanti riparazioni, restaurando il pavimento e, sia pure con scarso senso artistico, intonacando le pareti. Nel 1840 ritrovò il sarcofago che avrebbe dovuto aver contenuto le ossa di San Gaudenzio.
Negli ultimi tempi del Governo pontificio, per iniziativa principalmente dell'anconetano monsignor Gabriele Ferretti, all'epoca Ministro dei lavori pubblici, e di monsignor Amici, Commissario straordinario delle Legazioni, una notevole somma venne destinata al restauro del tempio, anche se le successive vicende politiche impedirono la costruzione di una scogliera a protezione delle sue fondamenta.

### Il passaggio del complesso al Regno d'Italia e il restauro della chiesa

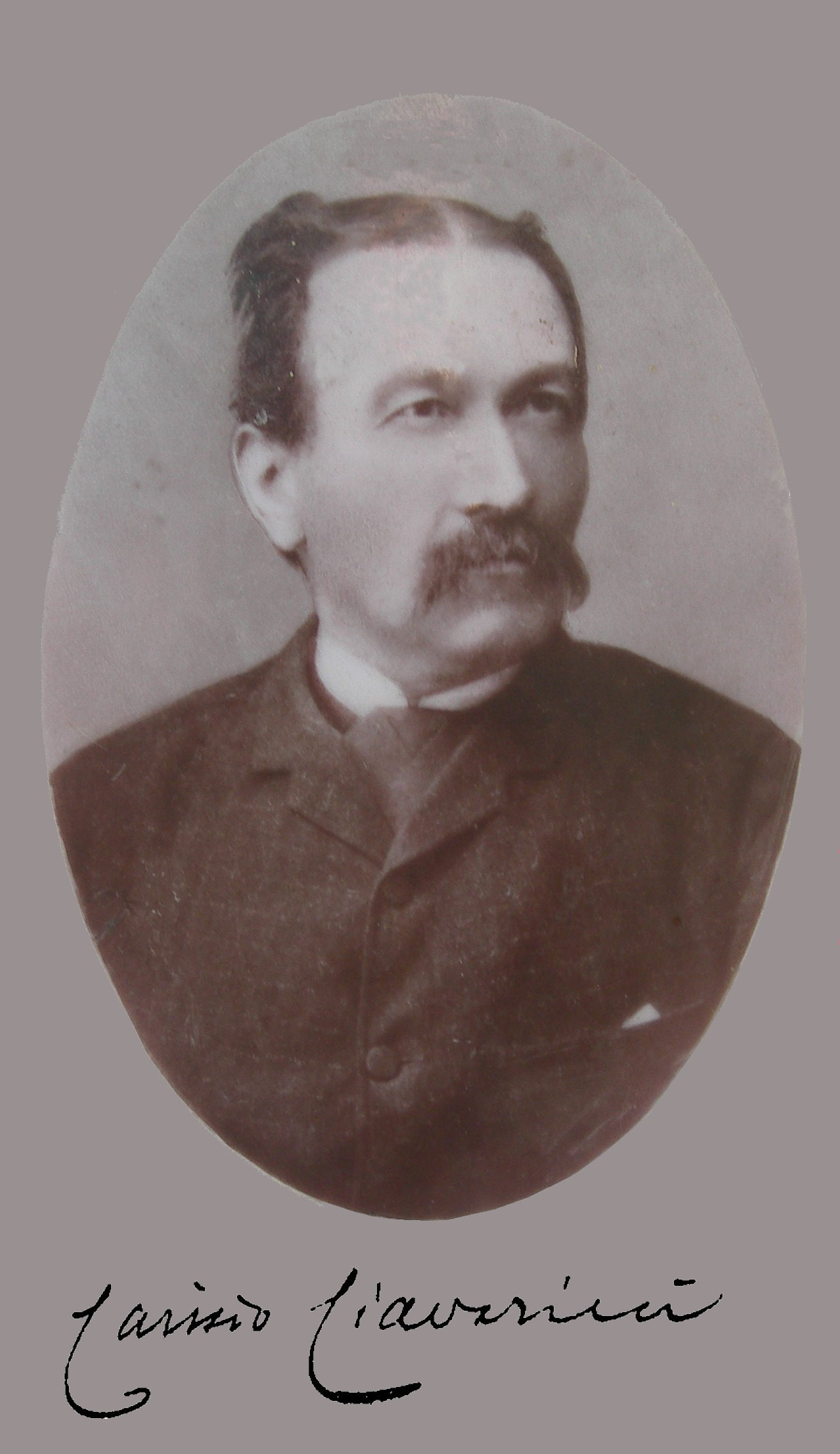
Carisio Ciavarini, dal maggio 1876 Regio Ispettore dei monumenti

Dopo l'annessione delle Marche al Regno d'Italia nel 1860, l'intera località di Portonovo fu acquistata da privati che ridussero la Chiesa a legnaia e magazzino, mentre il cenotafio di San Gaudenzio andò disperso.
Preoccupato da questo stato di cose, il prof. Carisio Ciavarini, dal maggio 1876 Ispettore degli scavi e dei monumenti del Regio Commissariato per i Musei e Scavi di Antichità per l'Emilia e le Marche, fece abbattere le case annesse alla Chiesa e volle che la chiave della stessa fosse consegnata alla Guardia di Finanza.

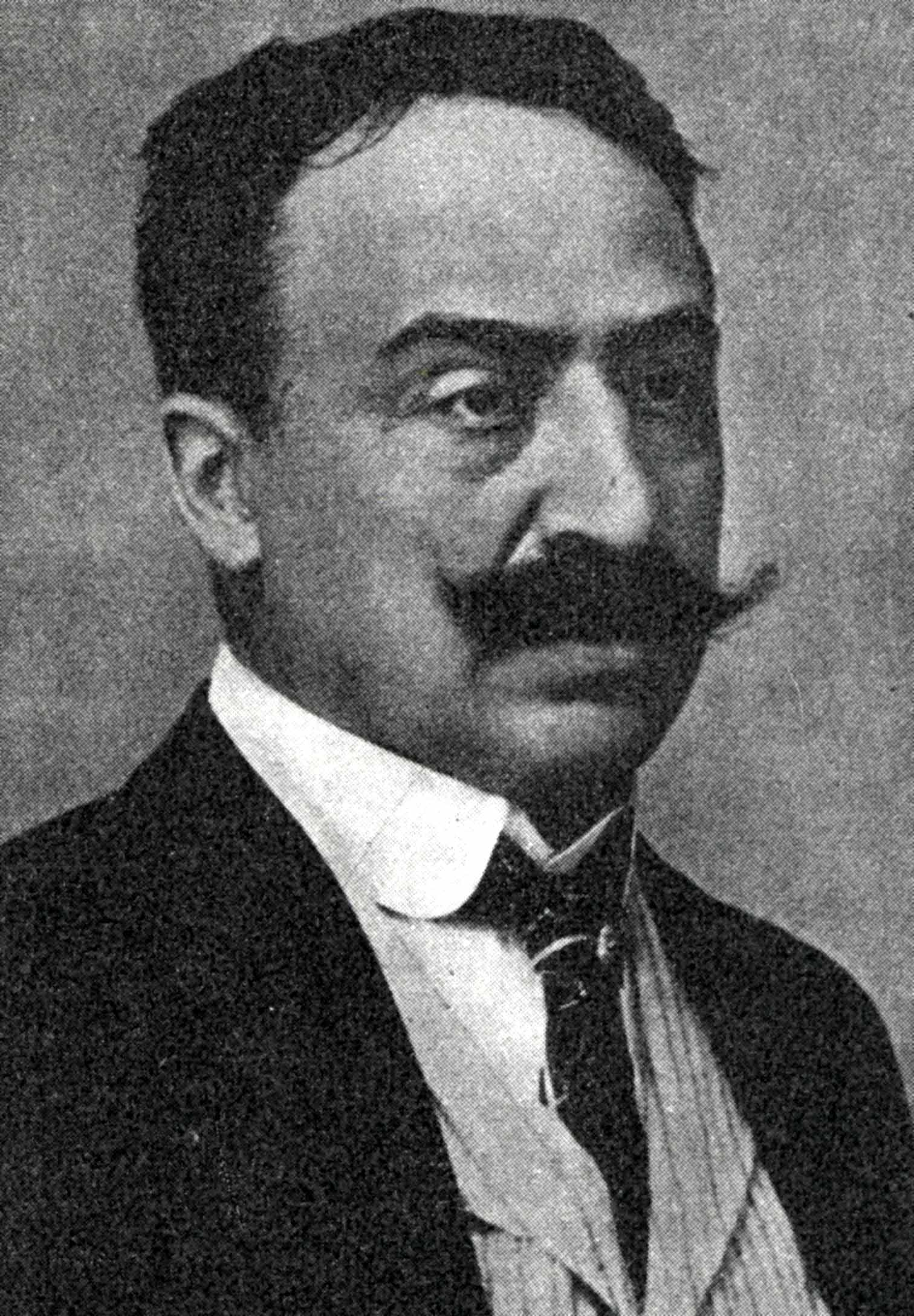
l'arch. Giuseppe Sacconi, soprintendente ai monumenti delle Marche e dell'Umbria dal 1891 al 1902.

Benemerito della conservazione di Santa Maria fu l'architetto Giuseppe Sacconi, soprintendente ai monumenti delle Marche e dell'Umbria dal 1891 al 1902, che, entusiasta dell'architettura della chiesa che giudicava "il più completo monumento lombardo che decori le rive adriatiche da Ancona a Brindisi", ideò, sotto la direzione propria e dell’ing. Pisani Dossi, architetto dell’Ufficio regionale dei monumenti, tutti i restauri necessari perché essa ritornasse al suo primitivo splendore.
Così nel 1894 si iniziò il primo restauro sistematico del complesso, con il consolidamento delle strutture e la rimozione degli intonaci ottocenteschi dalle pareti: "L’intonaco, onde erano state coperte le malconce pareti, venne tolto via; rimessa in vista l’antica struttura di pietra, fu efficacemente rinsaldata con cemento di pozzolana. Una valida riparazione fu arrecata al tetto e fu interamente racconciata la cupola". Fu anche rafforzata la muraglia di sostegno alla rupe su cui s'innalza la Chiesa, cominciata nel 1883.
Il restauro della Chiesa fu ultimato sotto il successivo soprintendente Luigi Serra; essa fu riaperta al culto nel 1934.
Nuovi restauri dell’intero complesso furono intrapresi tra il 1988 e il 1995 dalla Soprintendenza ai Beni Culturali di Ancona, mentre nel 2002 furono effettuati scavi archeologici che hanno messo in luce un cimitero medievale e hanno permesso di rintracciare le fondazioni della torre campanaria, nota dai documenti, ma non ancora localizzata e di individuare strutture più tarde intorno alla chiesa, come l’abitazione eremitica.
Grazie al serio restauro condotto dal Sacconi nel 1894 ed a quello di quasi un secolo dopo curato dalla Soprintendenza, la Chiesa ha riacquistato la sua splendida veste di millenario testimone dell’opera dell’uomo nel suo cammino di fede.

## Descrizione
Struttura architettonica suggestiva e singolarissima, rappresenta una mirabile fusione del concetto originale di una chiesa dalla pianta a croce greca, tipologia planimetrica di origine bizantina, già presente in zona nella Cattedrale di San Ciriaco di Ancona, con la forma classica della basilica latina e con lo schema di una "chiesa a cappelle parallele", con cinque navate, di cui le due più estreme, a destra e a sinistra dell’altare maggiore, di lunghezza molto ridotta rispetto alle altre e concluse da absidi semicircolari.

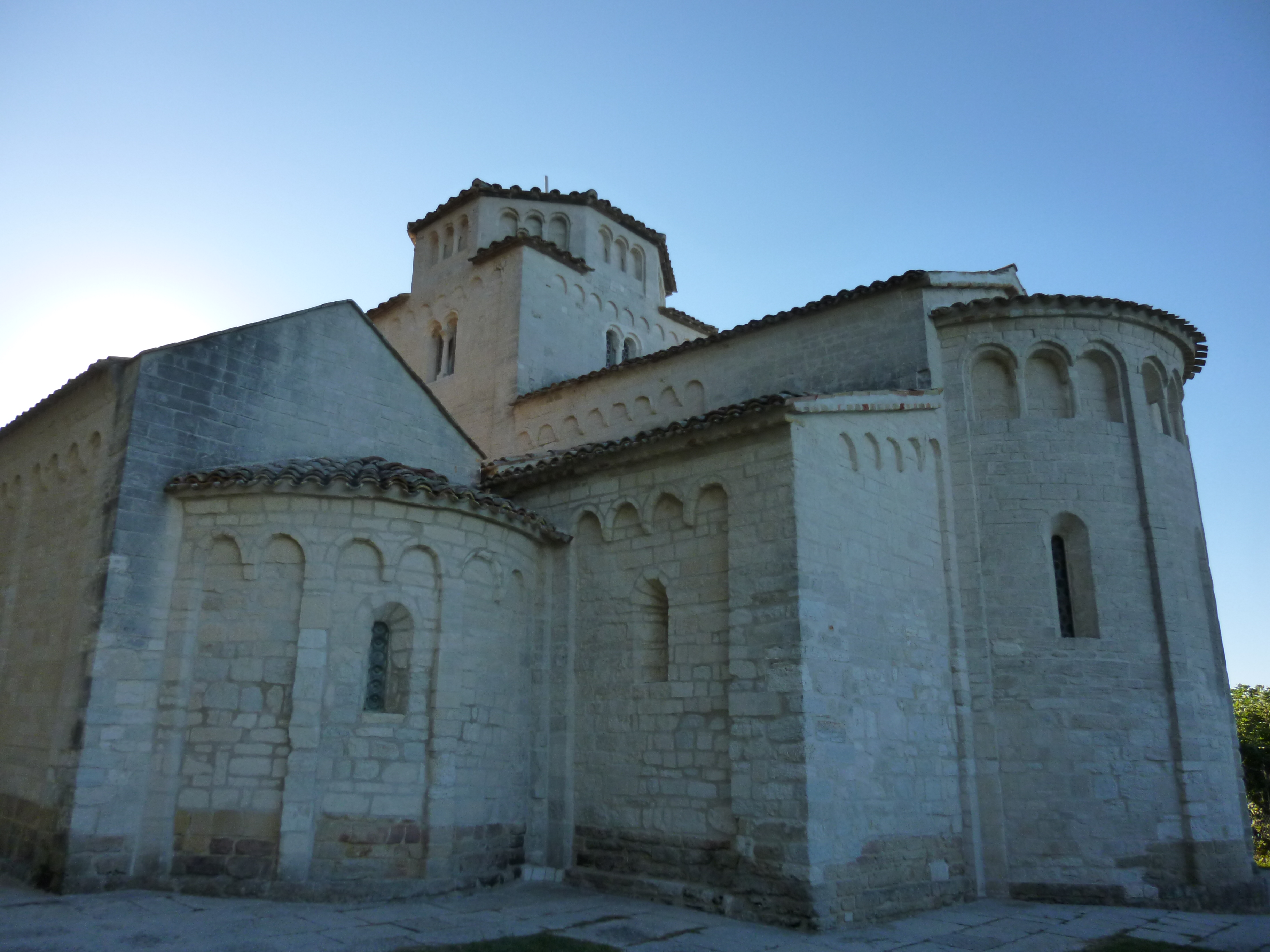
Portonovo di Ancona, Chiesa di Santa Maria, absidi semicircolari

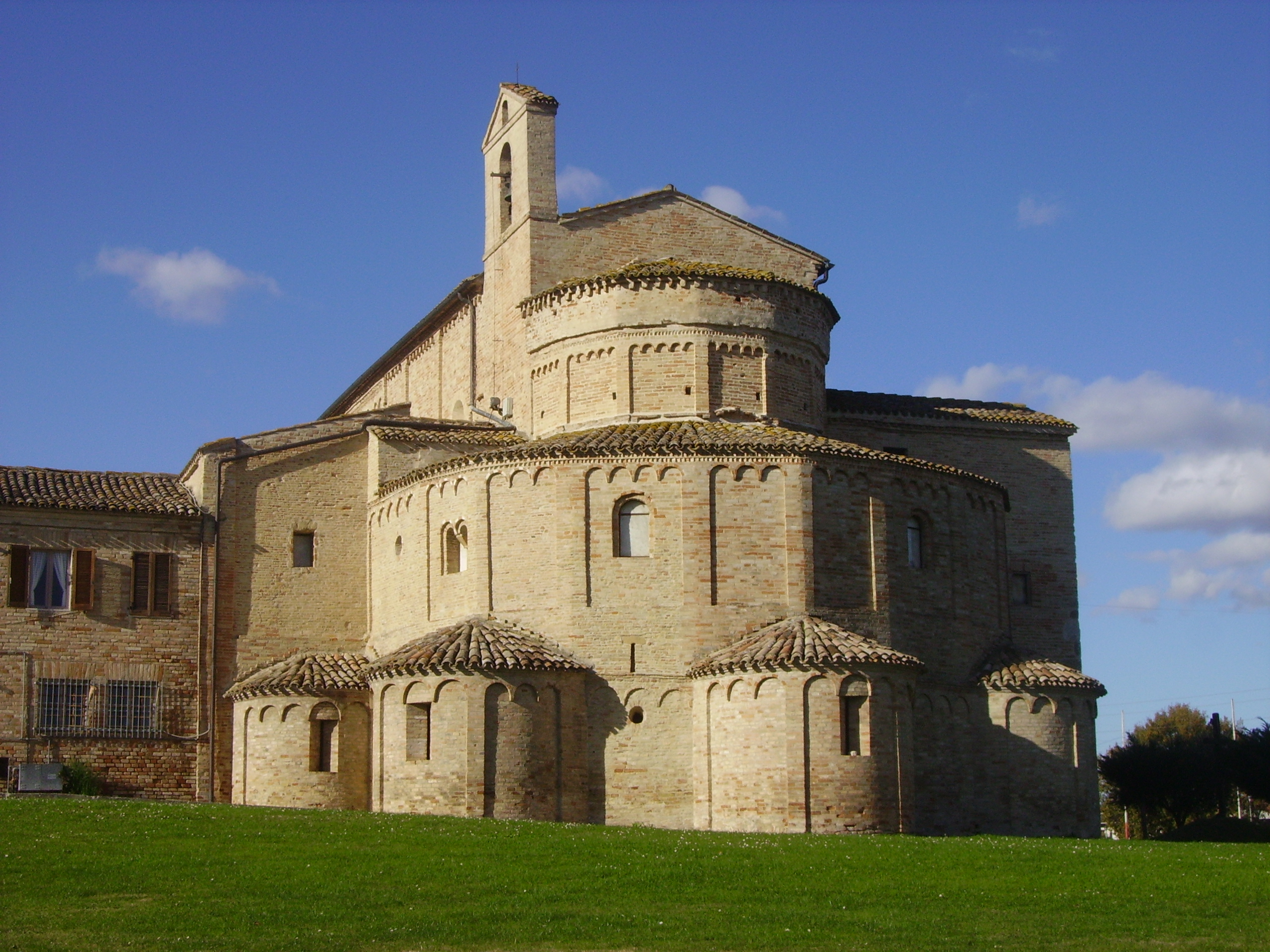
Montecosaro, Basilica di Santa Maria a piè di Chienti, abside principale con piccole absidi semicircolari

La navata centrale è più ampia e termina anch'essa in un’abside semicircolare; al centro essa è interrotta da una campata più lunga, corrispondente al vano del tiburio, l’elemento architettonico che fascia la cupola.
La pianta del sacro edificio, variando le dimensioni, è pressoché identica a quella della Chiesa dell'Abbazia di Cerisy-la-Forêt in Francia. In una pianta della chiesa di Santa Maria pubblicata nel 1929 si notava un corpo di fabbrica che è oggi scomparso.

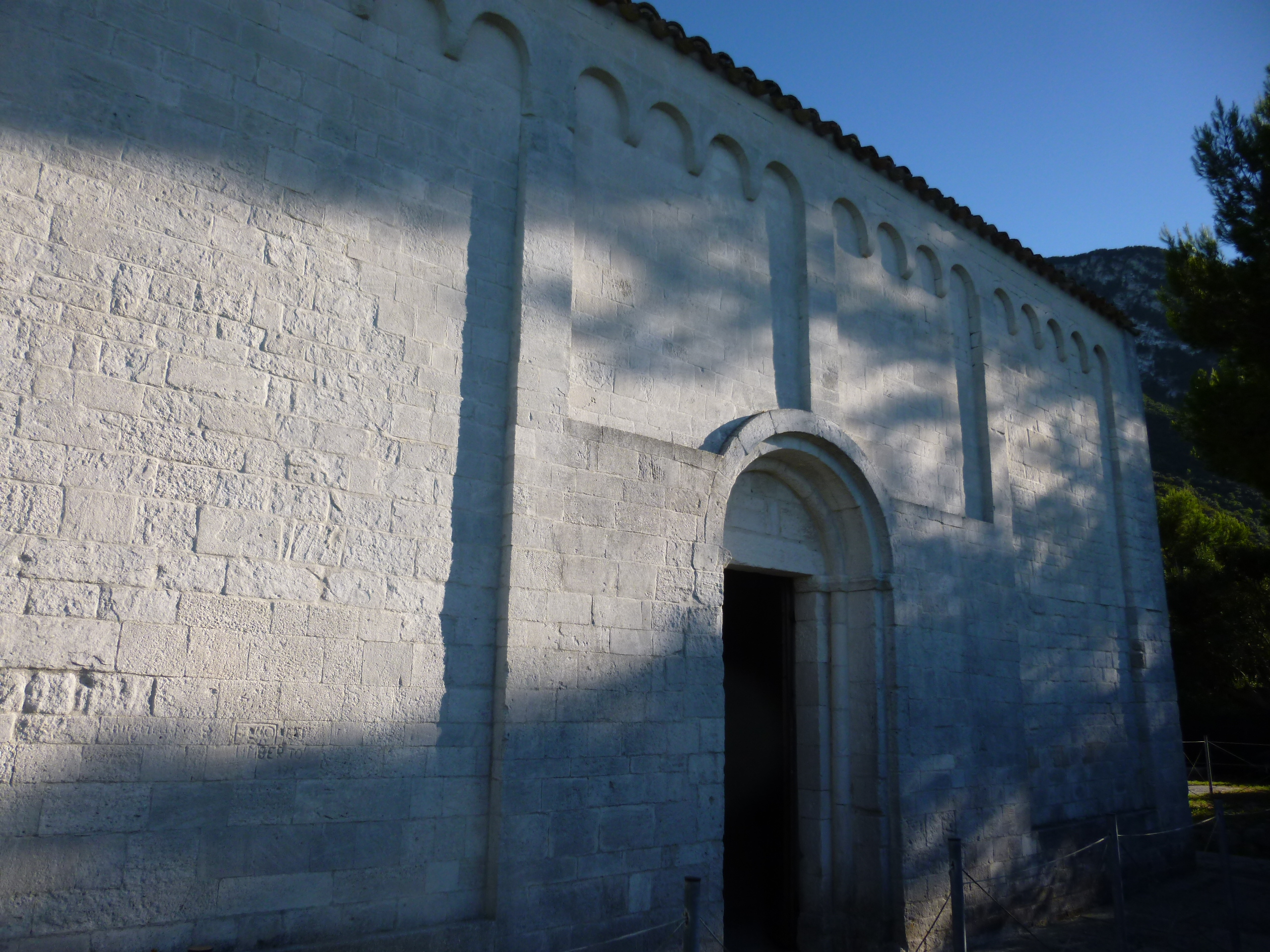
Portonovo di Ancona, Chiesa di Santa Maria, esterno, lesene e archetti pensili decorativi

Le mura esterne della chiesa sono in pietra bianca del Conero, impreziosite da elementi dello stile romanico lombardo (lesene e archetti pensili).
Notevoli nell’edificio sono l’originalità, la grande armonia delle proporzioni delle parti dove simmetria e asimmetria convivono quasi magicamente, come emerge da tanti particolari piccoli e grandi.
L’andamento longitudinale della chiesa è esaltato dalla presenza delle due piccole absidi che richiamano quella principale, mentre la pianta centrale è sottolineata, all’incrocio delle navate, da una cupola ellittica, di ispirazione bizantino.

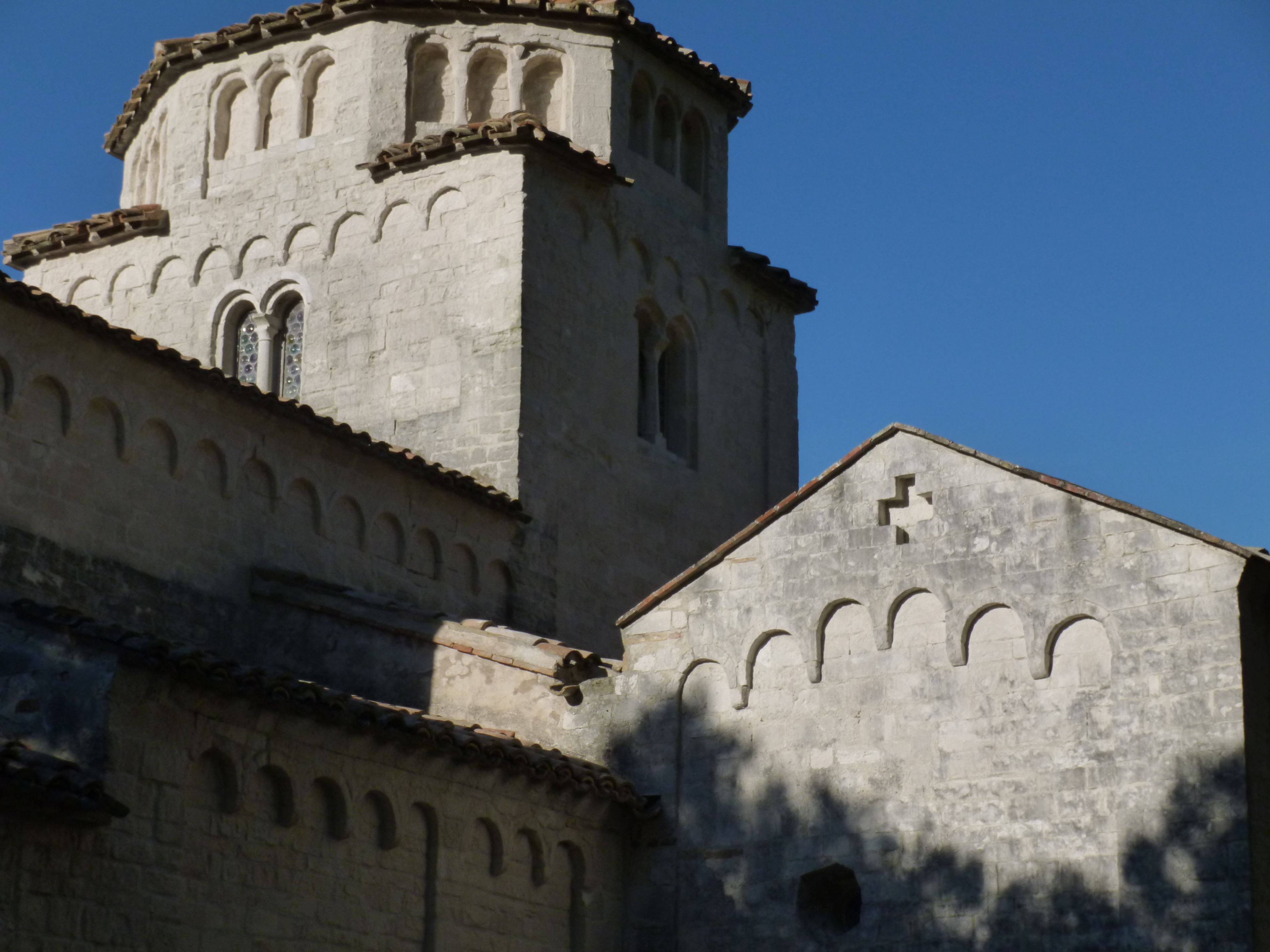
Portonovo di Ancona, Chiesa di Santa Maria, tamburo esterno

Quest’ultima si erge all'esterno su un tamburo quadrato, che nel suo sviluppo in altezza si trasforma in una sorta di torre ottagonale.
Illuminata all’interno da quattro coppie di bifore, la cupola è ornata nei pennacchi da una decorazione a mensola, tipo quella a ghiera dentata, con quattro nicchie, che probabilmente un tempo ospitavano statue.

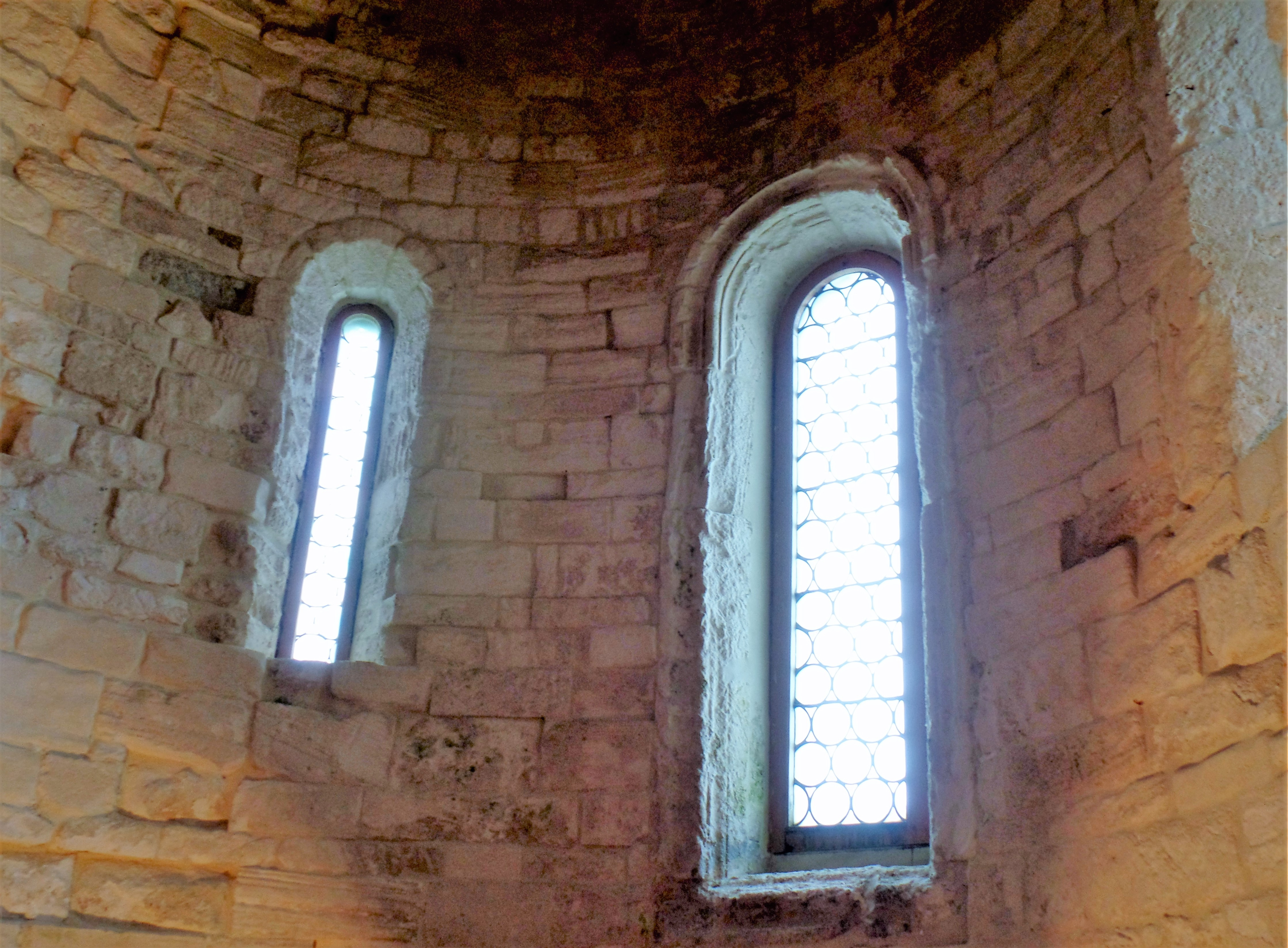
Portonovo di Ancona, Chiesa di Santa Maria, interno, finestre

Le finestre, presenti lungo tutto il perimetro dell’edificio, sono costituite, a differenza delle aperture nella cupola, da serrate monofore a strombatura doppia; va rilevato che le finestre delle due navatelle di sinistra e di destra non sono state aperte al centro dell’abside, ma rispettivamente più verso sinistra l’una e più verso destra l’altra: questo per ottimizzare il passaggio della luce, sfruttando al massimo questa fonte d'illuminazione.
La combinazione dell'ingresso della luce consentito dall’alto dalle aperture nella cupola e nel tamburo, con quello dalle finestre cambia addirittura la percezione visiva delle dimensioni della chiesa, dando l’impressione di trovarsi all’interno di un edificio di proporzioni assai maggiori, come ebbe a rilevare l’ing. Costantino Costantini, il quale riteneva mirabile che, con grande semplicità di mezzi, si fossero potuti ottenere effetti potentissimi, come appunto quello che la Chiesa compaia assai più grande di quanto in realtà non sia.
Infatti, le dimensioni reali sono complessivamente di un'area di meno di 250 m², con 26,63 m. di lunghezza e 18,93 m. di larghezza; in così poco spazio sono collocate 5 navate parallele, che si restringono dal mezzo verso i lati, divise da 12 colonne e dai quattro pilastri che sostengono la cupola originale, che sorge dal centro come una torre, di cui all'esterno ha tutta l'apparenza.
A dare ulteriore luce all'interno della chiesa, nella facciata è stata aperta una finestra quadrangolare dai vetri piombati, come quelli di tutte le altre finestre.

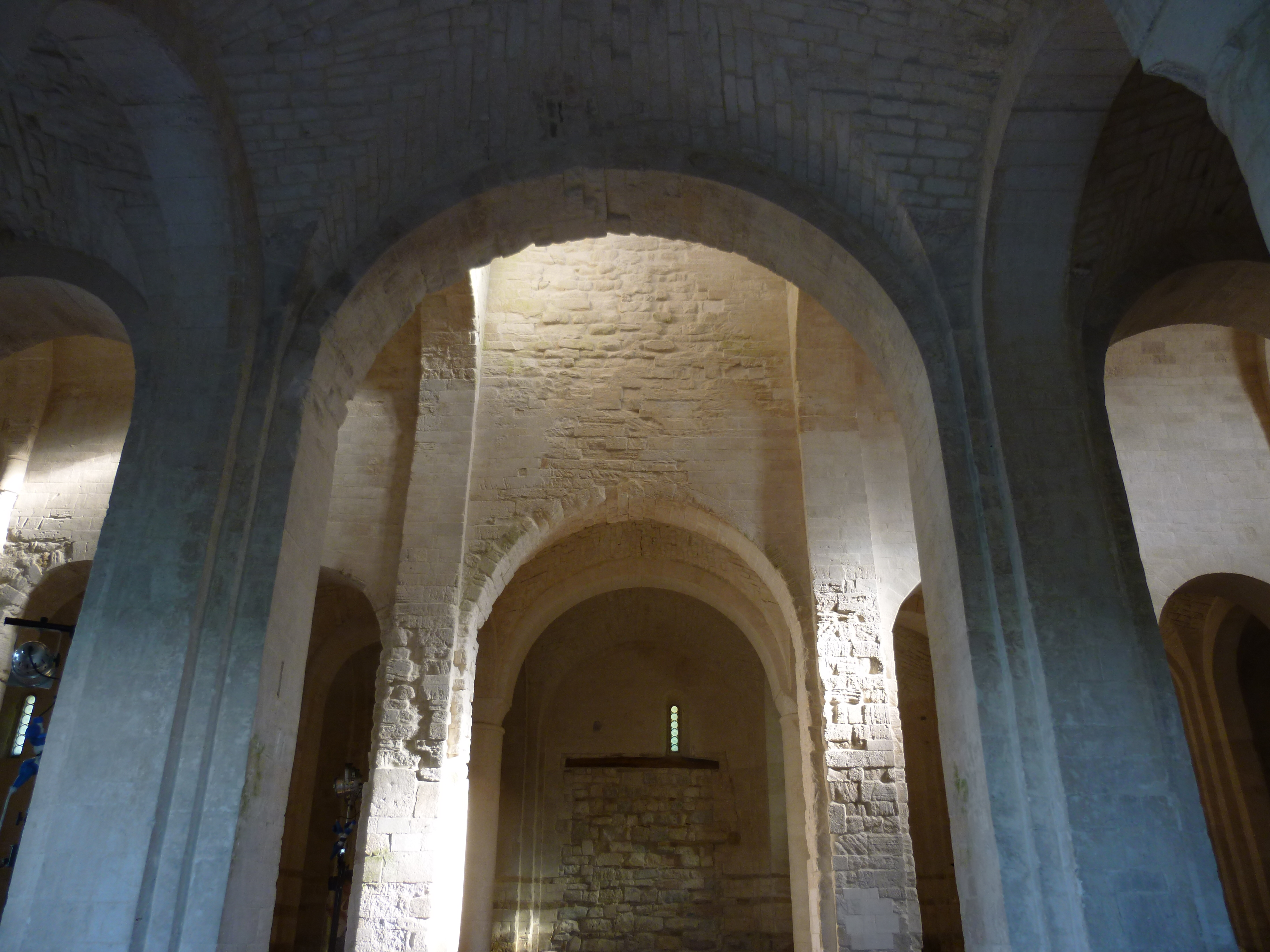
Portonovo di Ancona, Chiesa di Santa Maria, interno, porta murata sul lato destro della chiesa

Tranne la porta principale, le porte sono aperte oggi solo a sinistra, sul lato verso il mare, mentre nella navatella di destra, di costruzione successiva a quella della chiesa, solo dall’interno è possibile dedurre, dalla diversa muratura con un architrave in legno che chiude un passaggio, la presenza di una precedente apertura ora murata, simmetrica a quella tuttora esistente a sinistra.
Appoggiata alla originaria apertura della porta, vi è una nicchia aperta e priva oggi di qualunque immagine.
È probabile che questa nicchia, incorniciata di pietra bianca, contenesse l’immagine della Vergine o di un venerato santo, voluto come ex voto, caso non inconsueto sia nelle Marche (vedi il caso della Basilica di Santa Maria a piè di Chienti a Montecosaro, in prossimità dell’altare superiore), che in tante altre realtà disseminate nel ricchissimo territorio italiano.
Sul lato verso il mare, in corrispondenza con un corpo di fabbrica oggi scomparso, sopra la seconda porta sul fianco, si rileva una lunetta, che probabilmente era decorata da un bassorilievo o da un affresco raffigurante la Madonna e il committente, e che reca una scritta, purtroppo oggi talmente frammentaria da renderne molto difficile la decifrazione: (MT..IM..EC...RIS ET CALOI...?)..

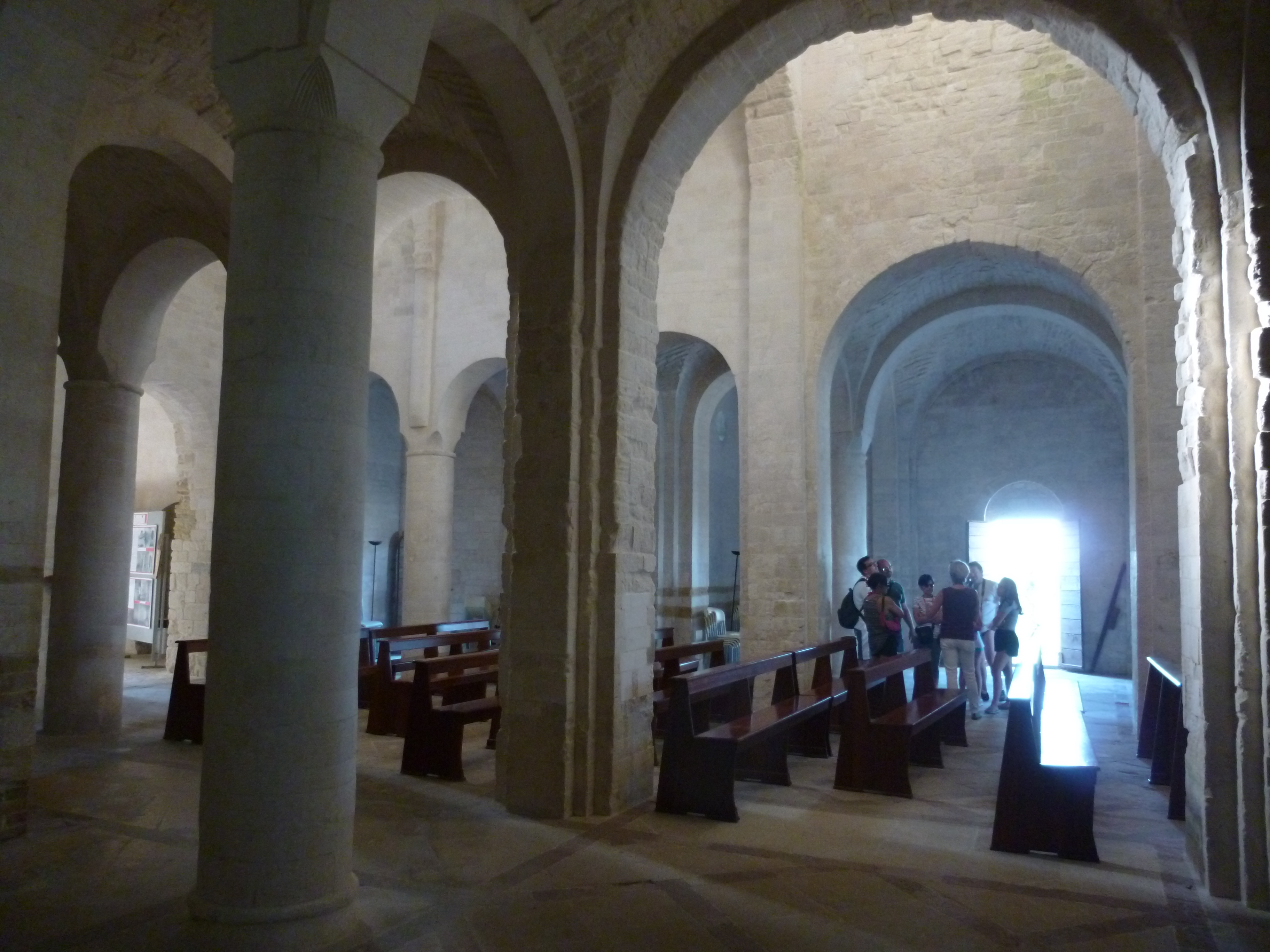
Portonovo di Ancona, Chiesa di Santa Maria, colonne con capitelli a foglie d’acqua

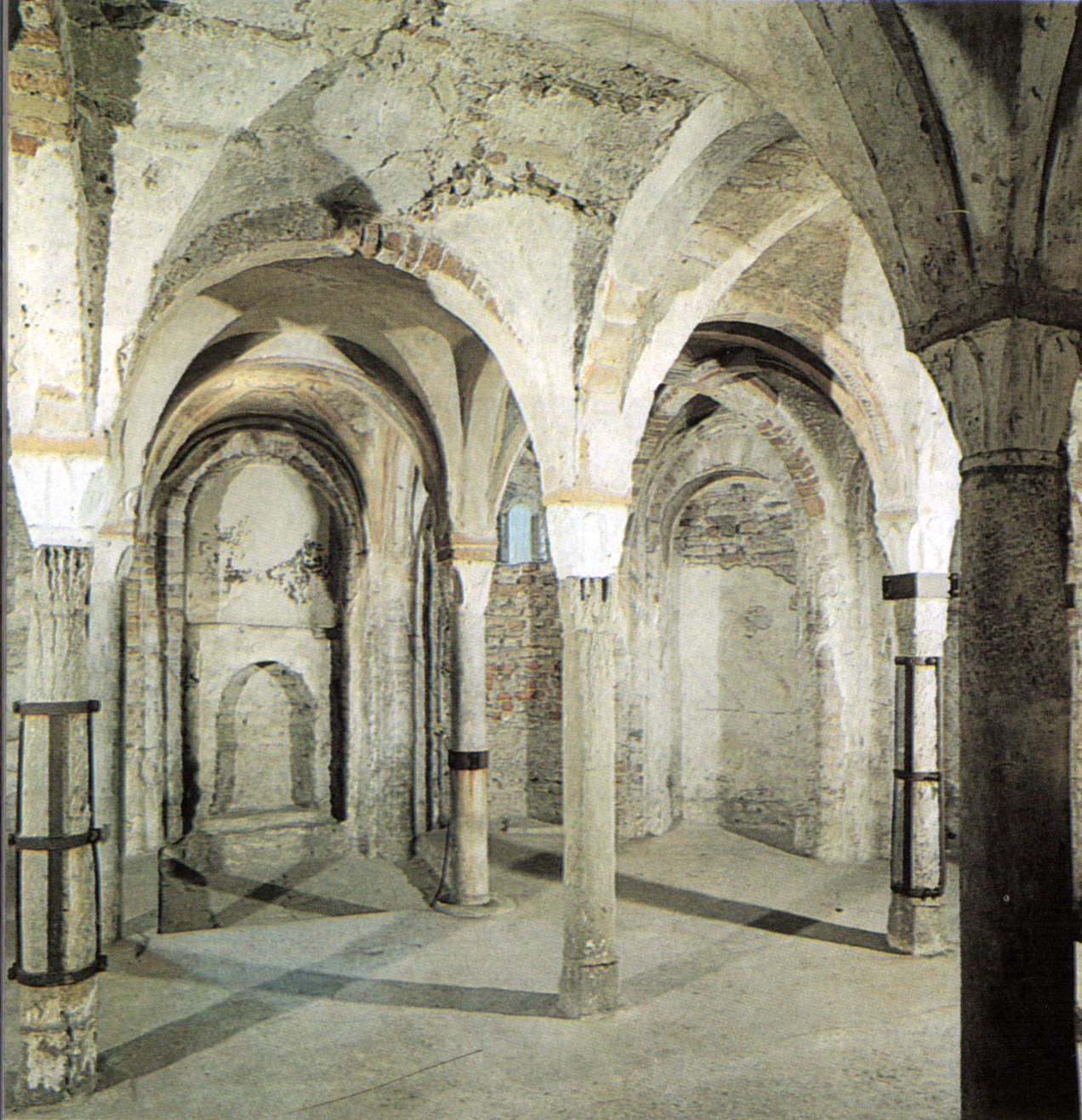
Pavia, Chiesa di Sant'Eusebio, colonne della cripta con capitelli a foglie d’acqua

La navata centrale è coperta da una volta a botte, mentre le altre navate presentano voltature a crociera; il vestibolo è di edificazione successiva al corpo di fabbrica originario.
Particolare è la conformazione dei capitelli, sia di quelli delle colonne delle navate che di quelli delle semicolonne pensili, che potrebbero essere schematici discendenti della famiglia detta "a foglie d’acqua” alla quale appartengono i capitelli presenti nella cripta della Chiesa di Sant'Eusebio di Pavia.
Sui capitelli delle semicolonne pensili appaiono alcuni simboli.
Cosa singolarissima, il pavimento interno è rimasto quello originale, costituito da un sobrio disegno geometrico realizzato con pietre color giallo-ocra alternate con elementi in cotto rosso, che, per contrasto con il bianco della pietra del Conero del resto dell'edificio, determina un effetto cromatico di rilevante intensità.
L’altare maggiore, in semplice pietra, conserva per le celebrazioni liturgiche l’orientamento verso l’abside tipico del rito preconciliare. La pietra d’altare originale, salvata dalla distruzione all'epoca della costruzione del vicino Fortino napoleonico, per il quale vennero utilizzati anche blocchi di pietra provenienti dalle rovine del monastero benedettino, fu portata nella Cattedrale di San Ciriaco di Ancona. Secondo quanto riferisce lo storico anconetano Vincenzo Pirani, la pietra d’altare fu collocata nel Museo della Cattedrale, dove andò distrutta nel corso dei bombardamenti alleati del 1943, che colpirono duramente anche il Duomo della città dorica.

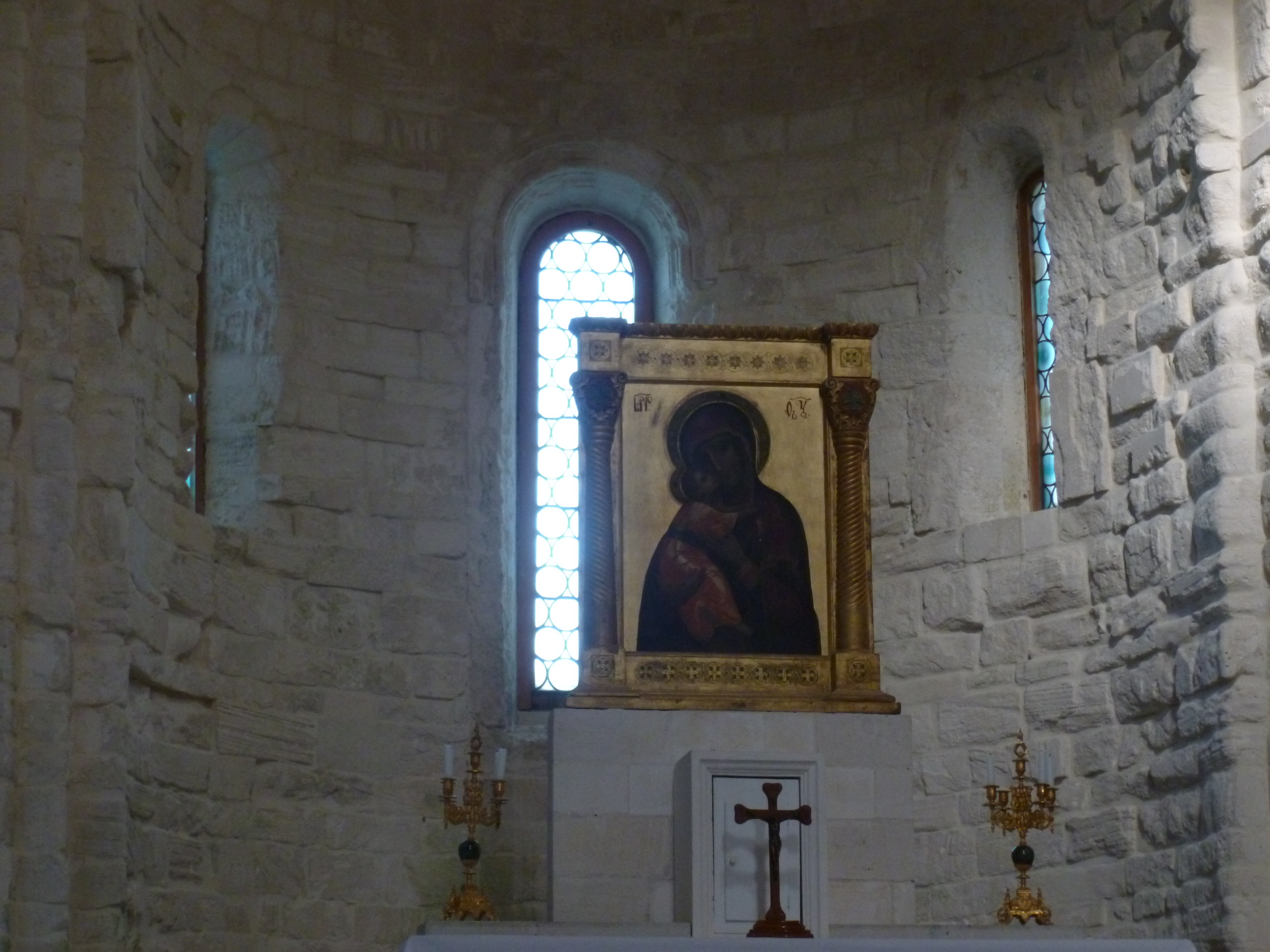
Portonovo di Ancona, Chiesa di Santa Maria, icona del pittore russo Gregorio Maltzeff

In passato, sopra l’altare era collocata una raffigurazione della Madonna, molto venerata, che venne ritrovata in pessime condizioni da un contadino nel bosco presso la chiesa, dove era stata gettata chissà a seguito di quale furia vandalica, presumibilmente intorno agli anni 1840. Il devoto contadino, restato anonimo, fece in modo che questa tela venisse restaurata. Essa può essere ora ammirata nella Chiesa di San Biagio al Poggio di Ancona.
Dal 1938 quest'antica immagine sacra è stata sostituita nella chiesa di Santa Maria di Portonovo da un'icona moderna di ispirazione bizantina, raffigurante “Santa Maria Stella del Mare”, ritratta secondo la classica iconografia della Madonna di Vladimir, detta anche "Madre di Dio della tenerezza", opera di Gregorio Maltzeff, artista russo cattolico, che la realizzò, dopo il 1933, per conto della famiglia romana del marchese Fumasoni Biondi, che poi la donò alla chiesa.
Nel maggio 1980 questa icona suscitò lo stupore e l'ammirazione del grande regista cinematografico russo Andrej Tarkovskij, che rimase profondamente colpito dal fatto di aver trovato in una chiesa cattolica l'icona ortodossa davanti alla quale sua madre, da bambino, gli aveva insegnato a pregare: la Madonna Glicofilusa, o "Madonna di Vladimir". Nel marzo del 1982 il regista russo tornò a Portonovo per rendere omaggio alla “sua” Madonna di Vladimir. Il figlio di Andrej Tarkovskij, Andrej Andreevič Tarkovskij, nel 2019 ha girato a Portonovo le scene iniziali del documentario Andrej Tarkovskij - Il cinema come preghiera, in cui racconta la vita e l'opera di suo padre.

## Galleria d'immagini

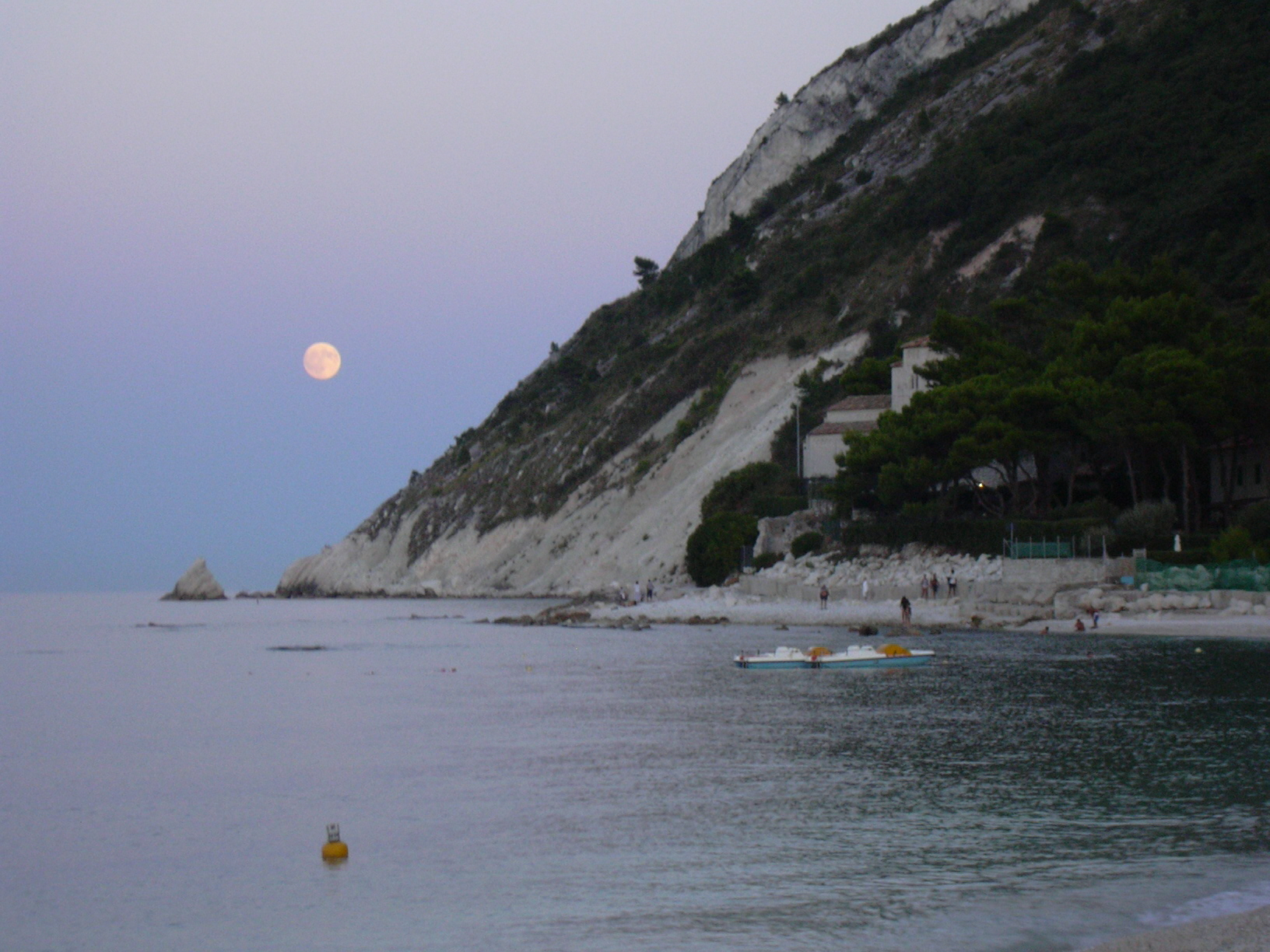
Ancona, Chiesa di Santa Maria di Portonovo alla luce della luna
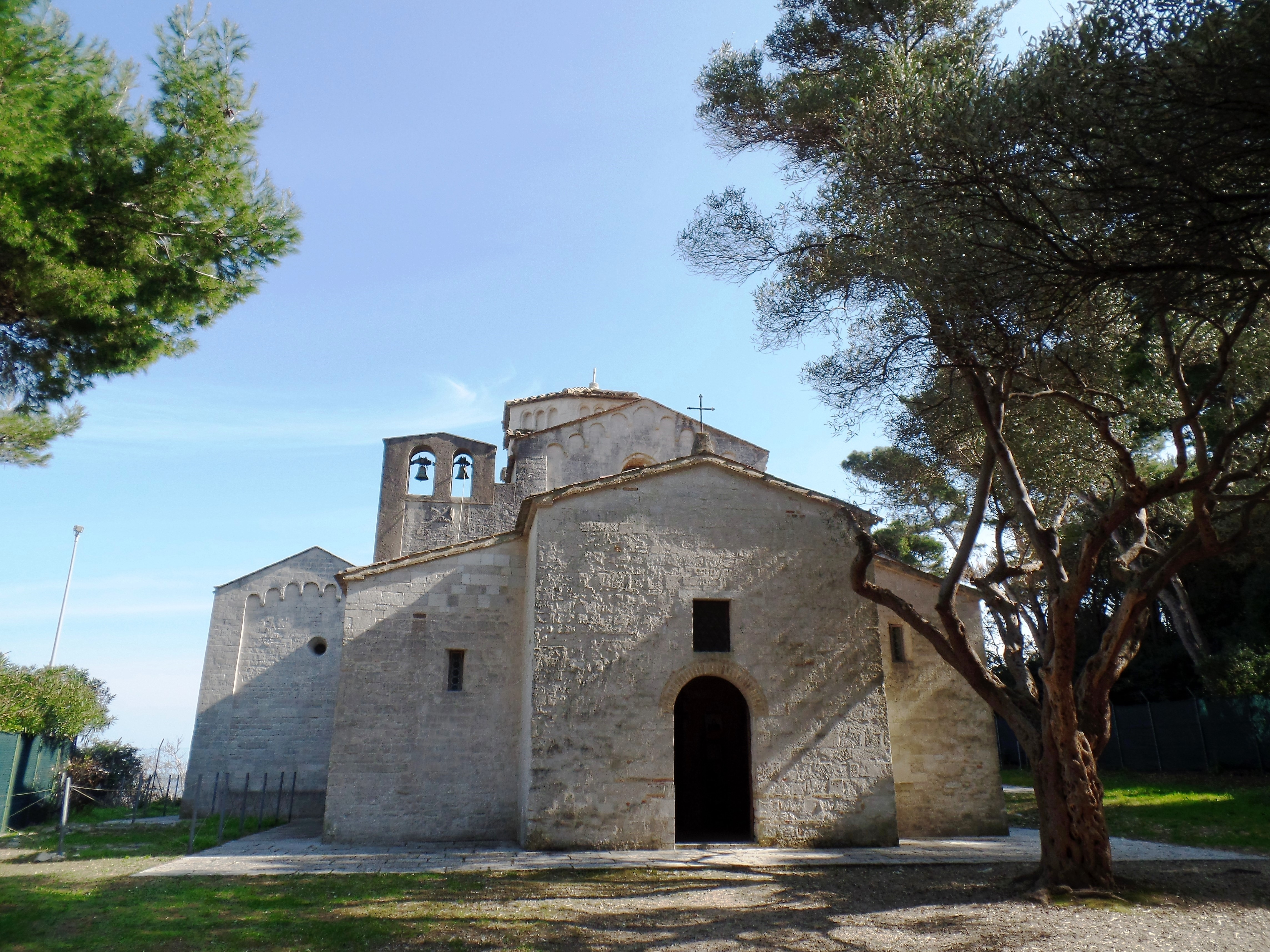
Ancona, Chiesa di Santa Maria di Portonovo, facciata romanica
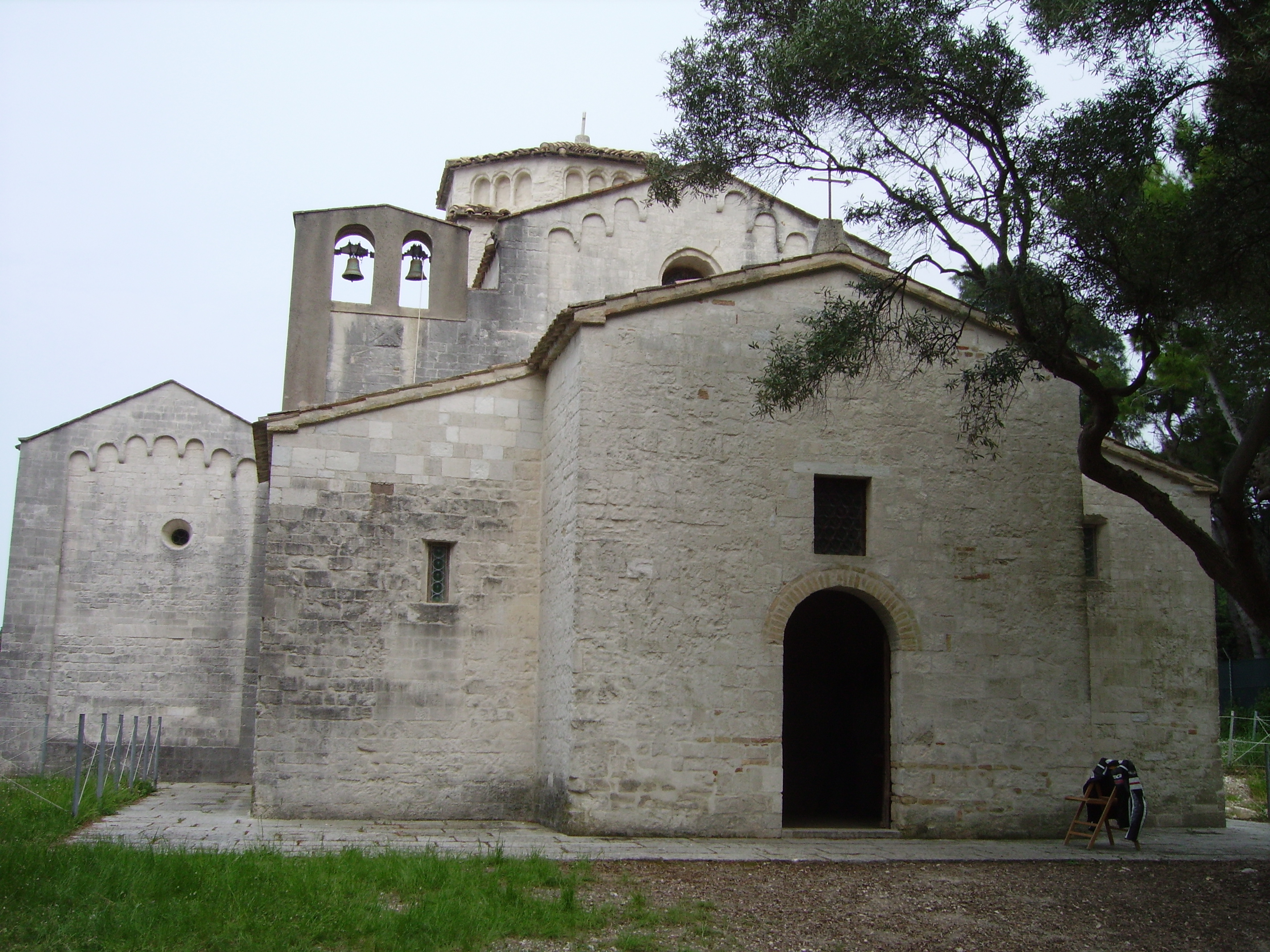
Ancona, Chiesa di Santa Maria di Portonovo, facciata romanica
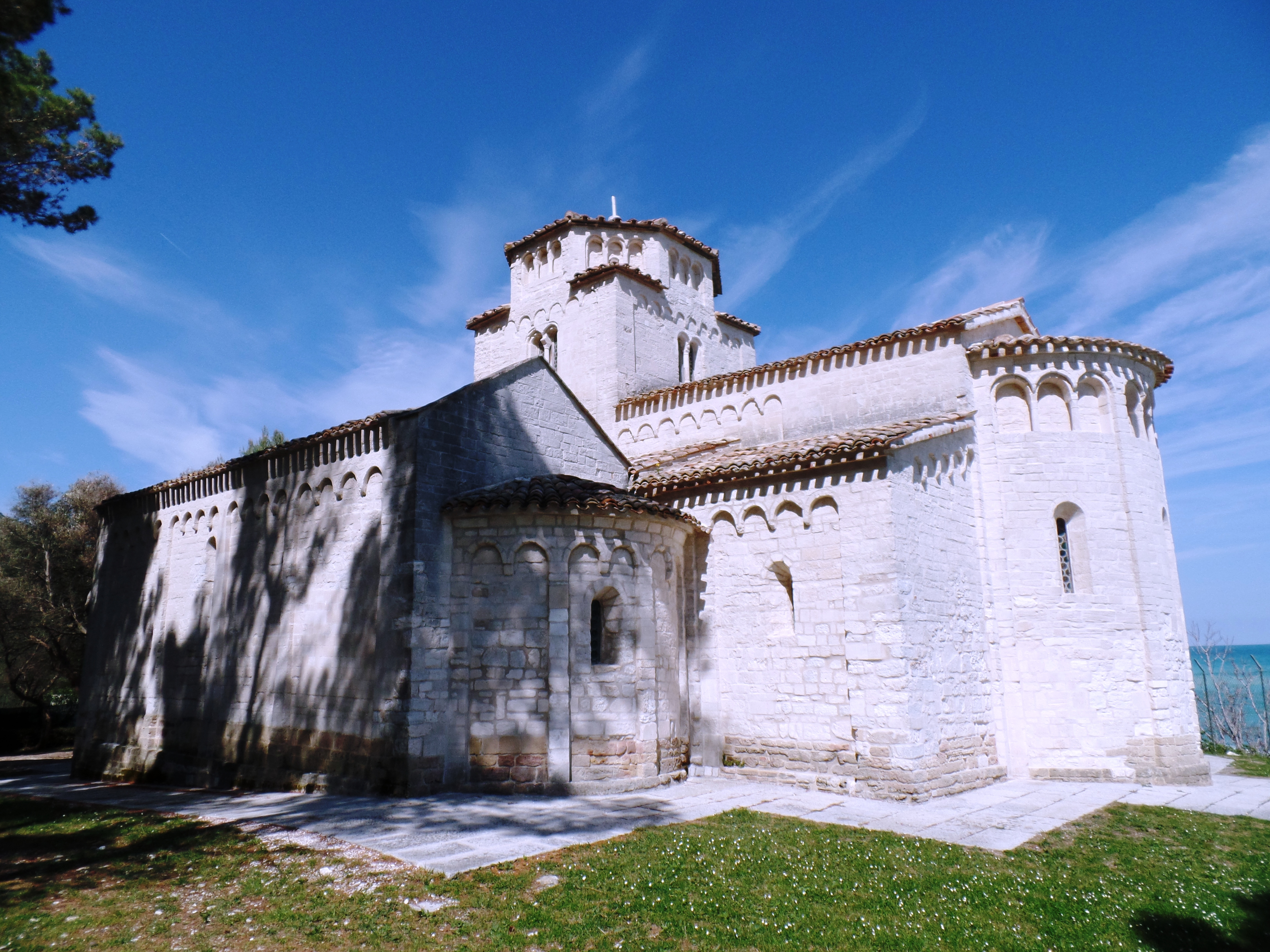
Ancona, Chiesa di Santa Maria di Portonovo, abside posteriore
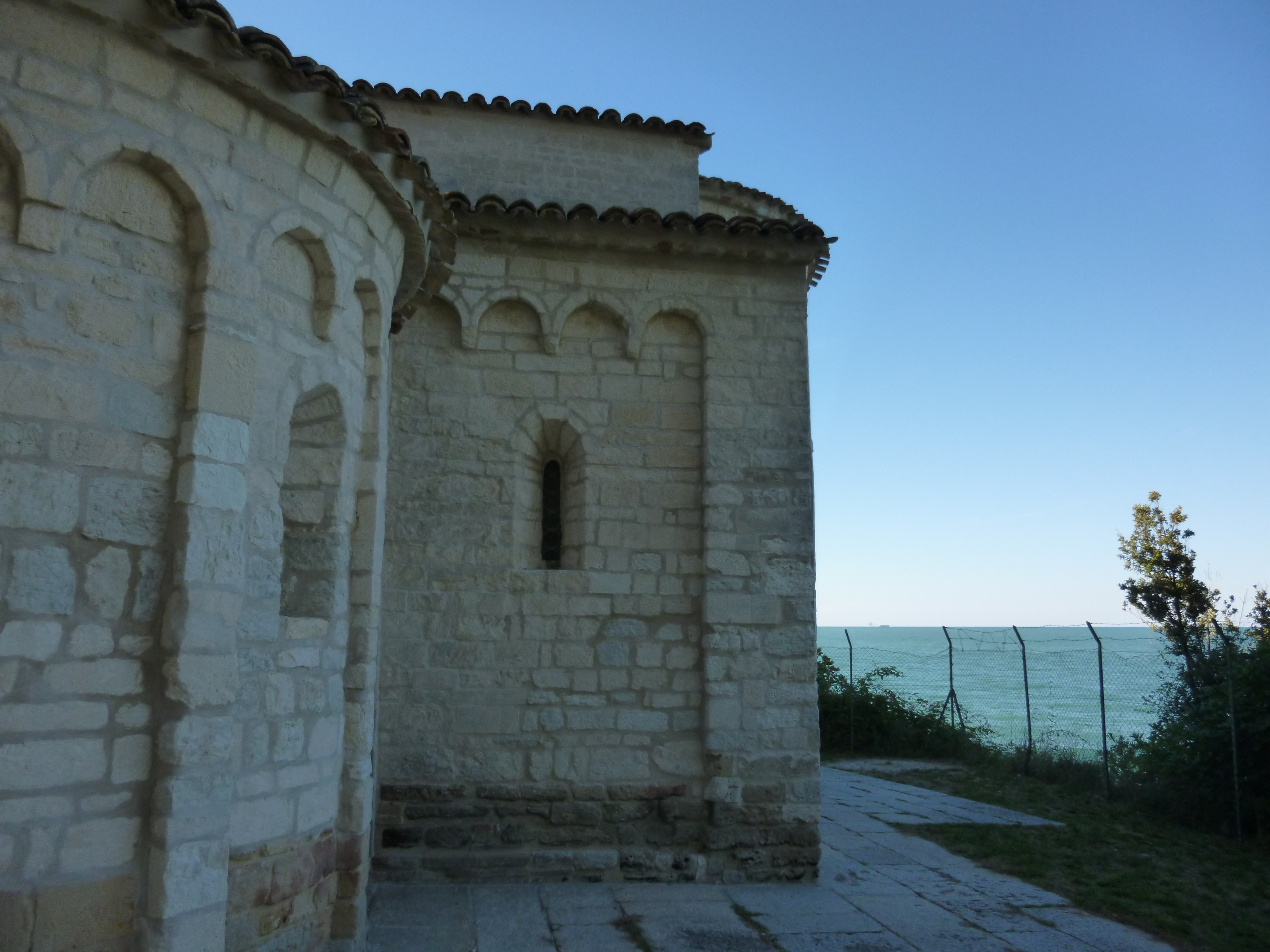
Ancona, Chiesa di Santa Maria di Portonovo, esterno
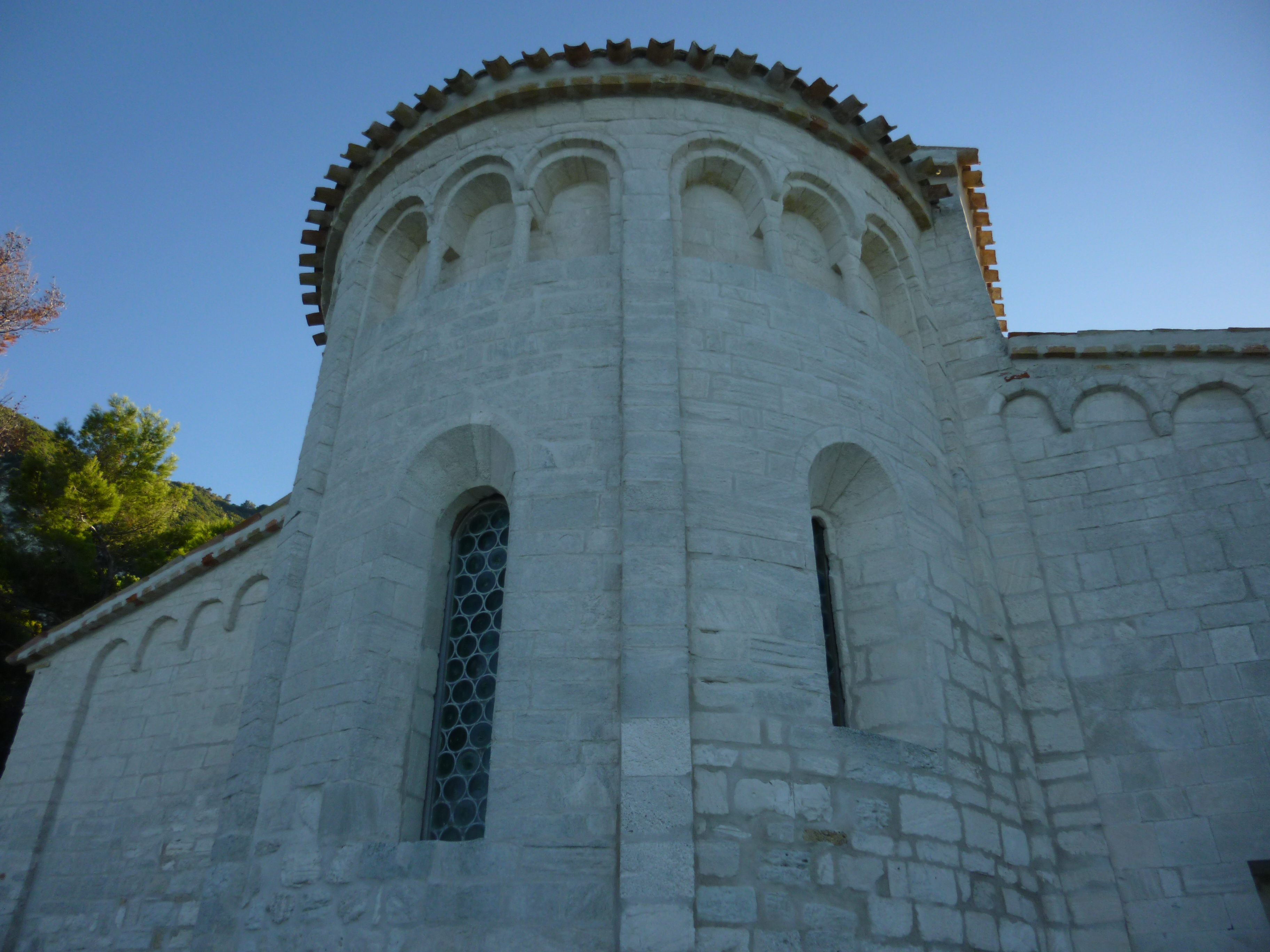
Ancona, Chiesa di Santa Maria di Portonovo, esterno,
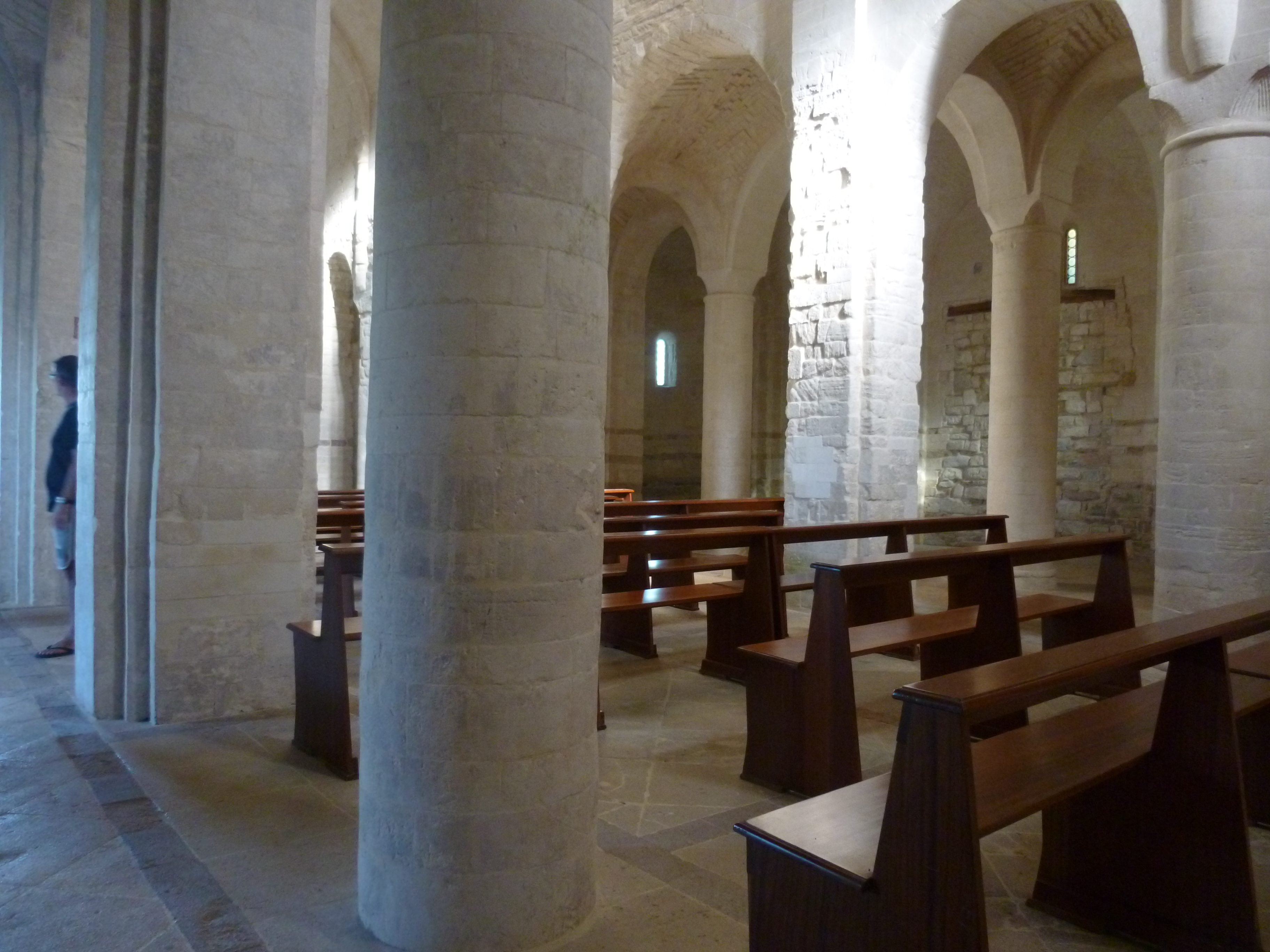
Ancona, Chiesa di Santa Maria di Portonovo, interno: navata centrale
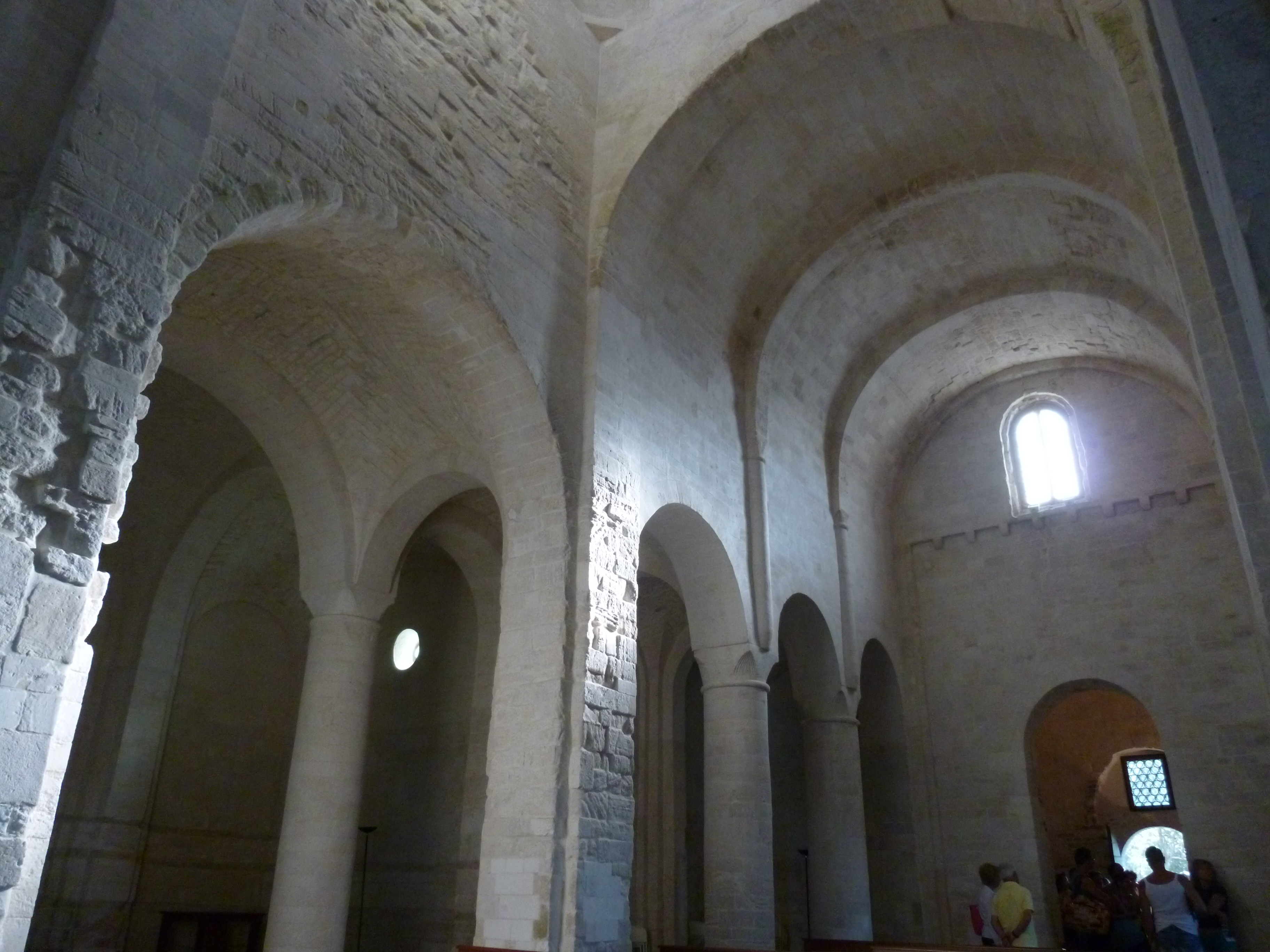
Ancona, Chiesa di Santa Maria di Portonovo, interno: navata centrale
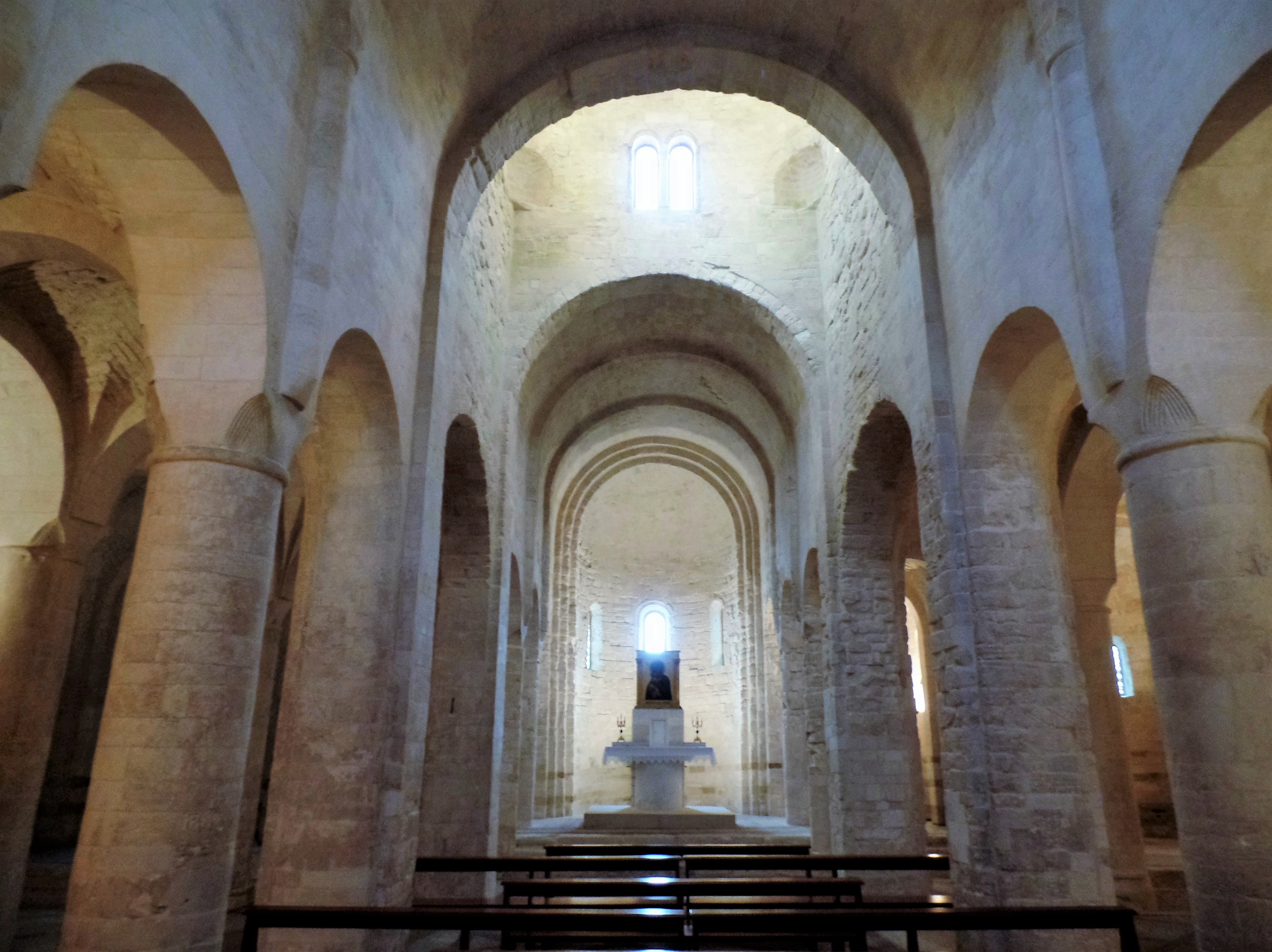
Ancona, Chiesa di Portonovo AN, interno: navata centrale
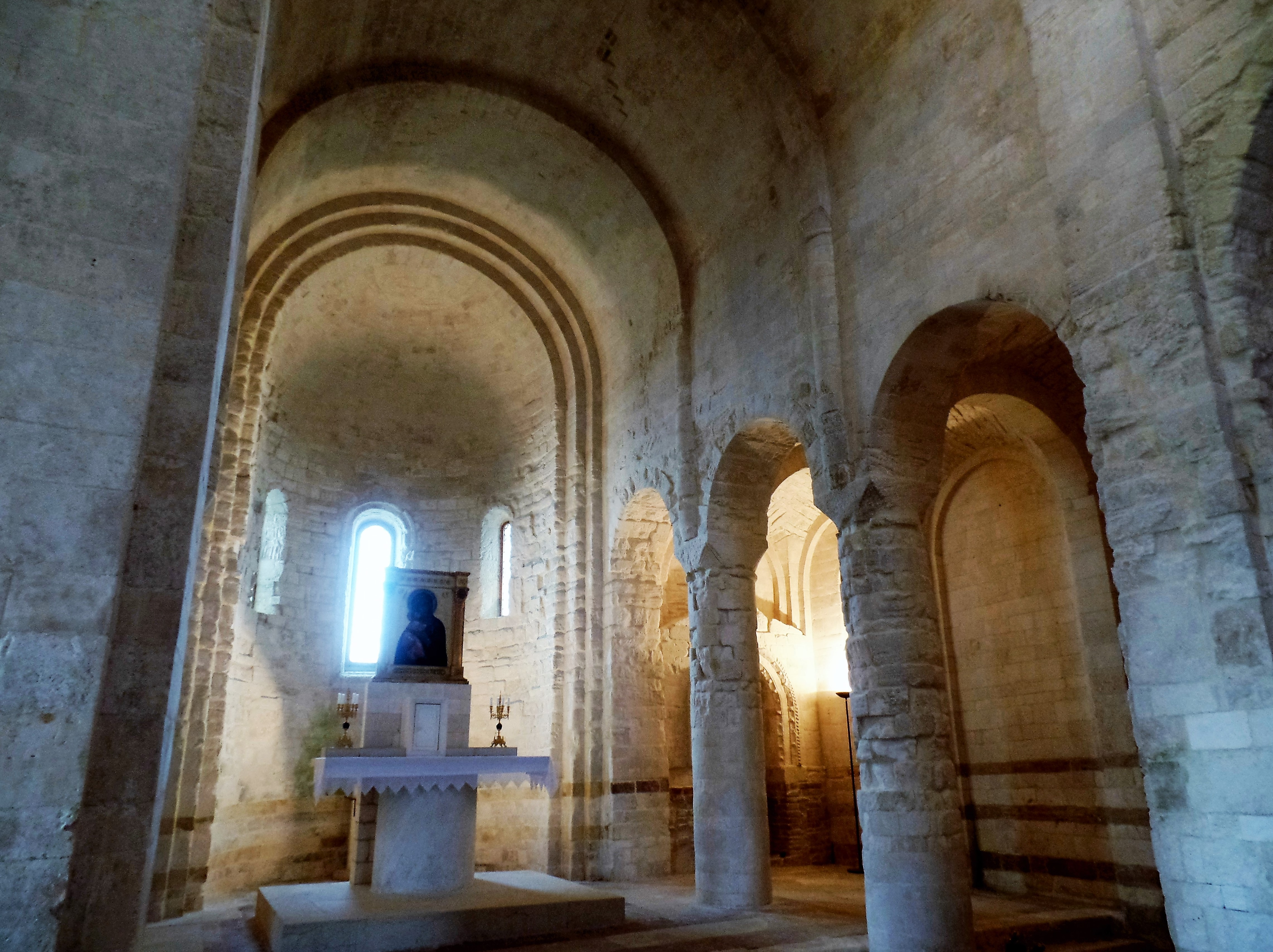
Ancona, Chiesa di Santa Maria di Portonovo, interno: altare maggiore
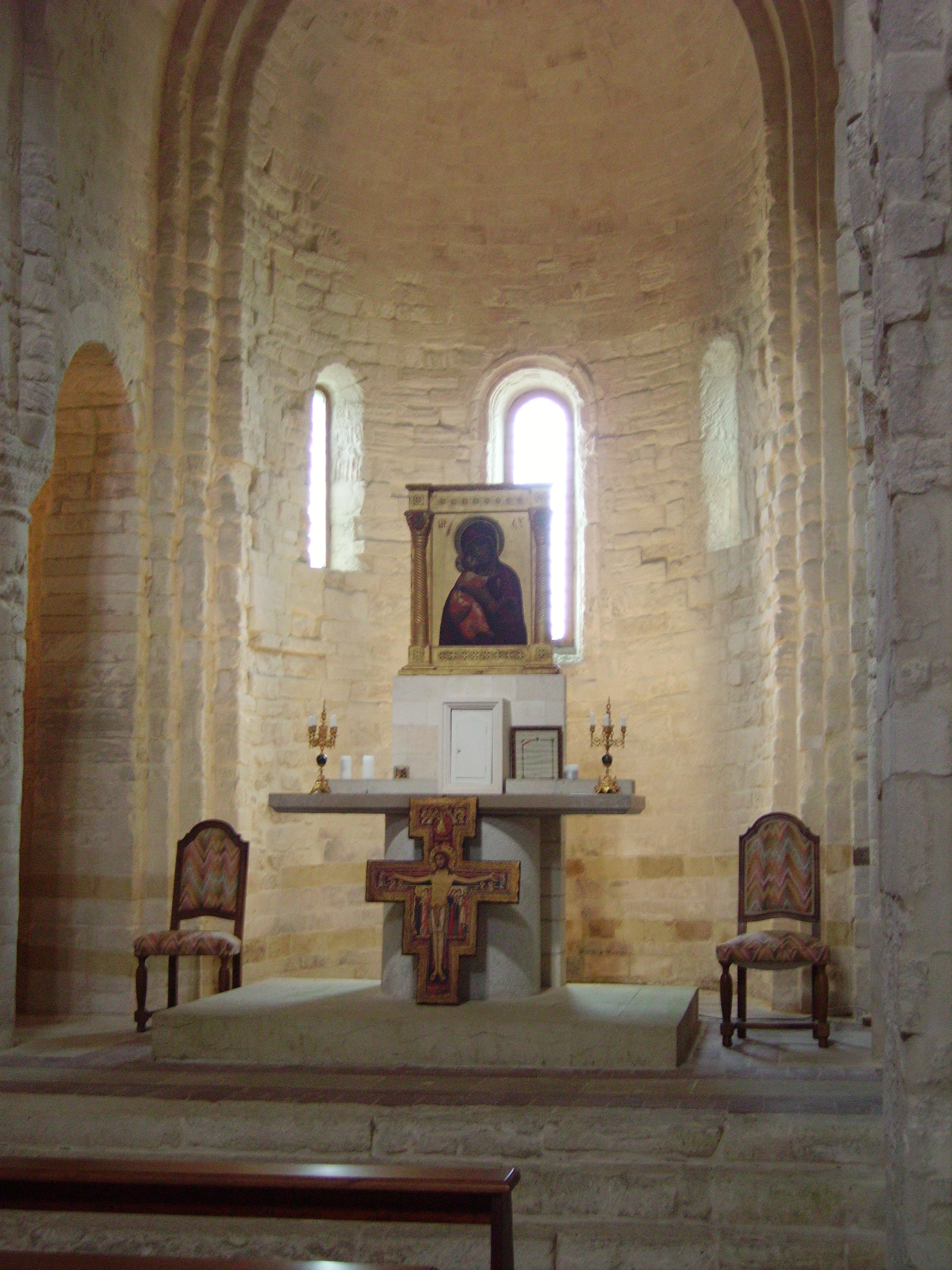
Ancona, Chiesa di Santa Maria di Portonovo, interno: altare maggiore con l'icona moderna della Glicofilusa, o "Madonna di Vladimir" (1930-1940), opera di Gregorio Maltzeff
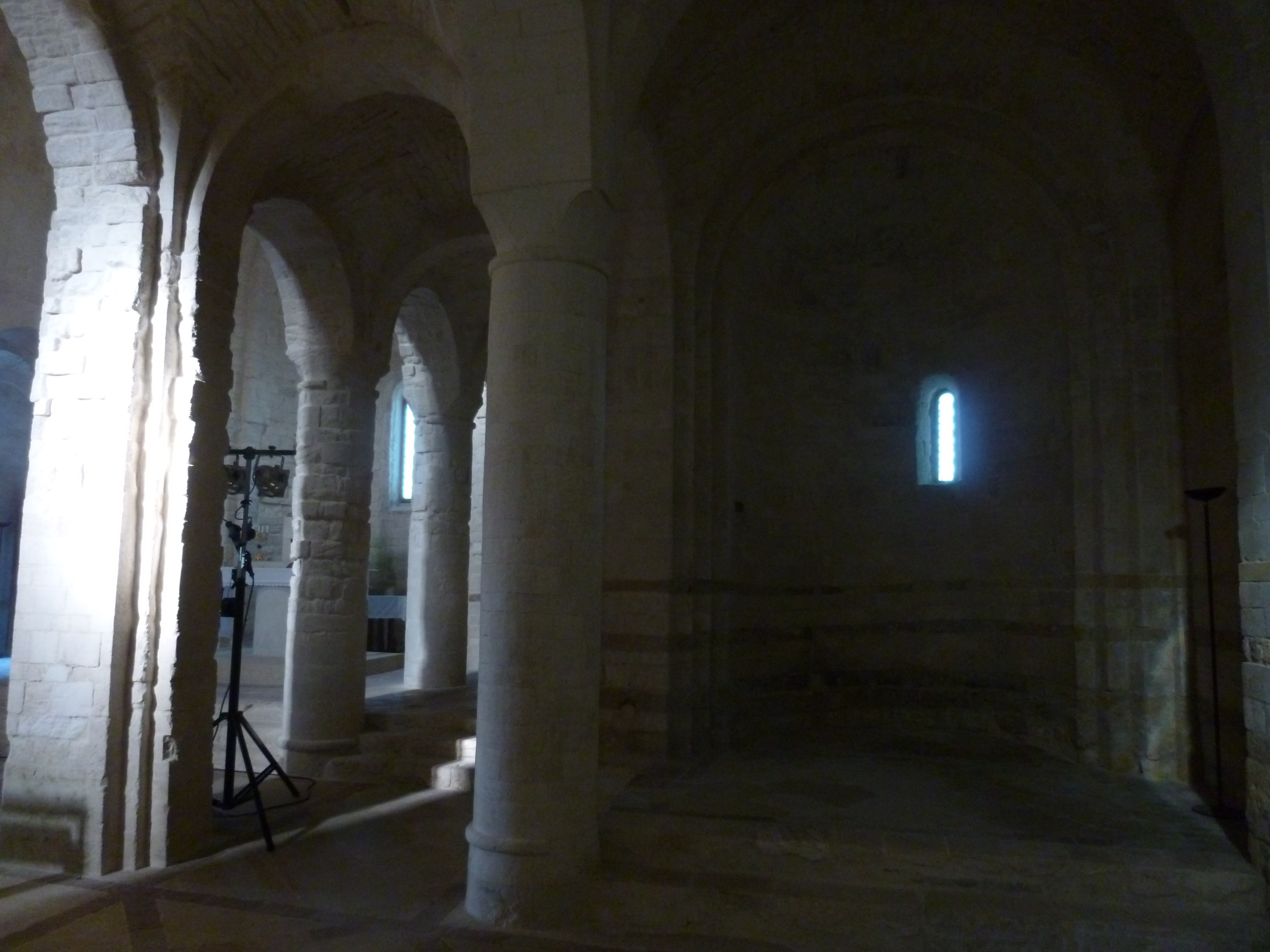
Ancona, Chiesa di Santa Maria di Portonovo, interno: navata laterale destra
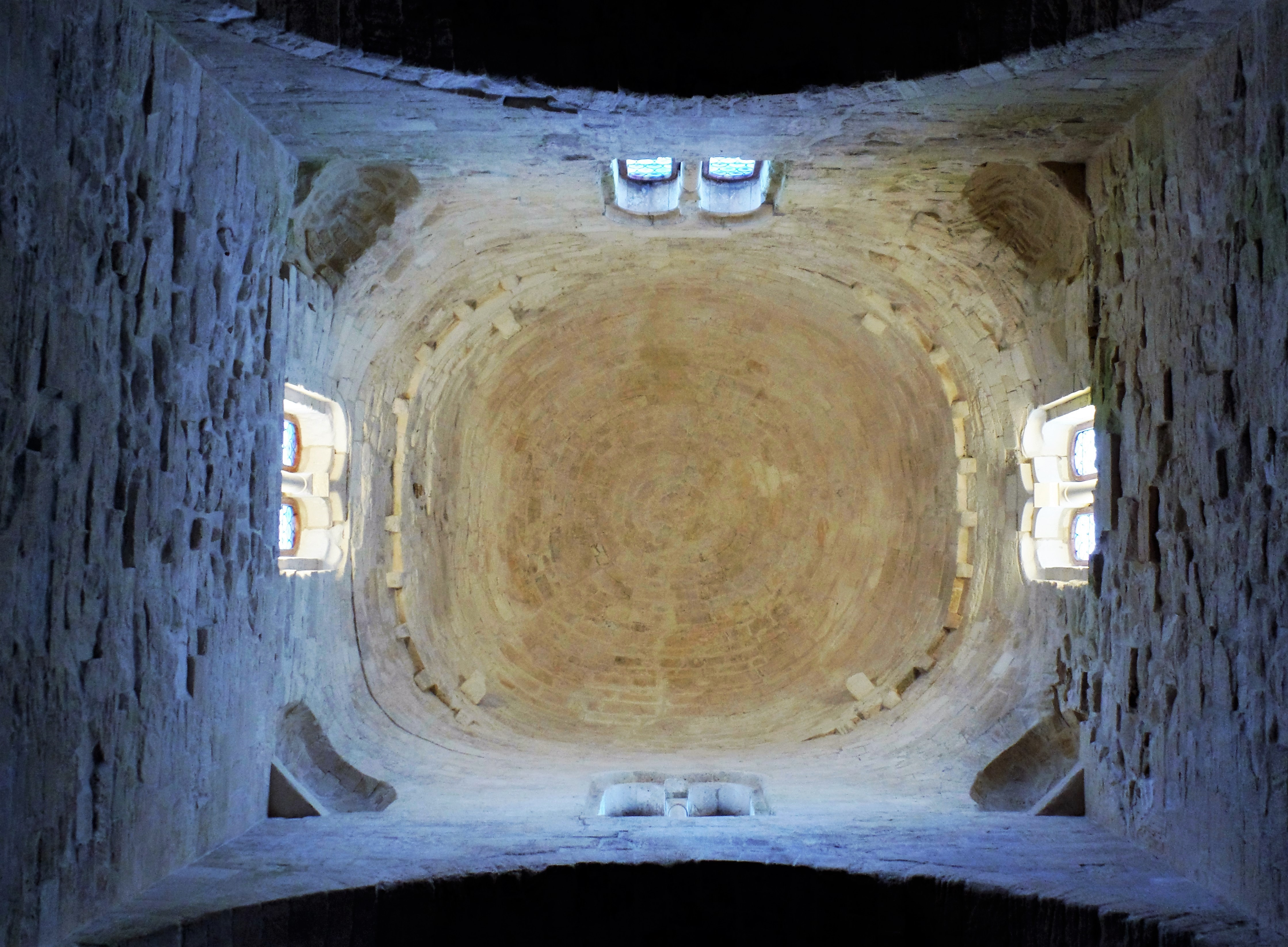
Ancona, Chiesa di Santa Maria di Portonovo, interno, cupola
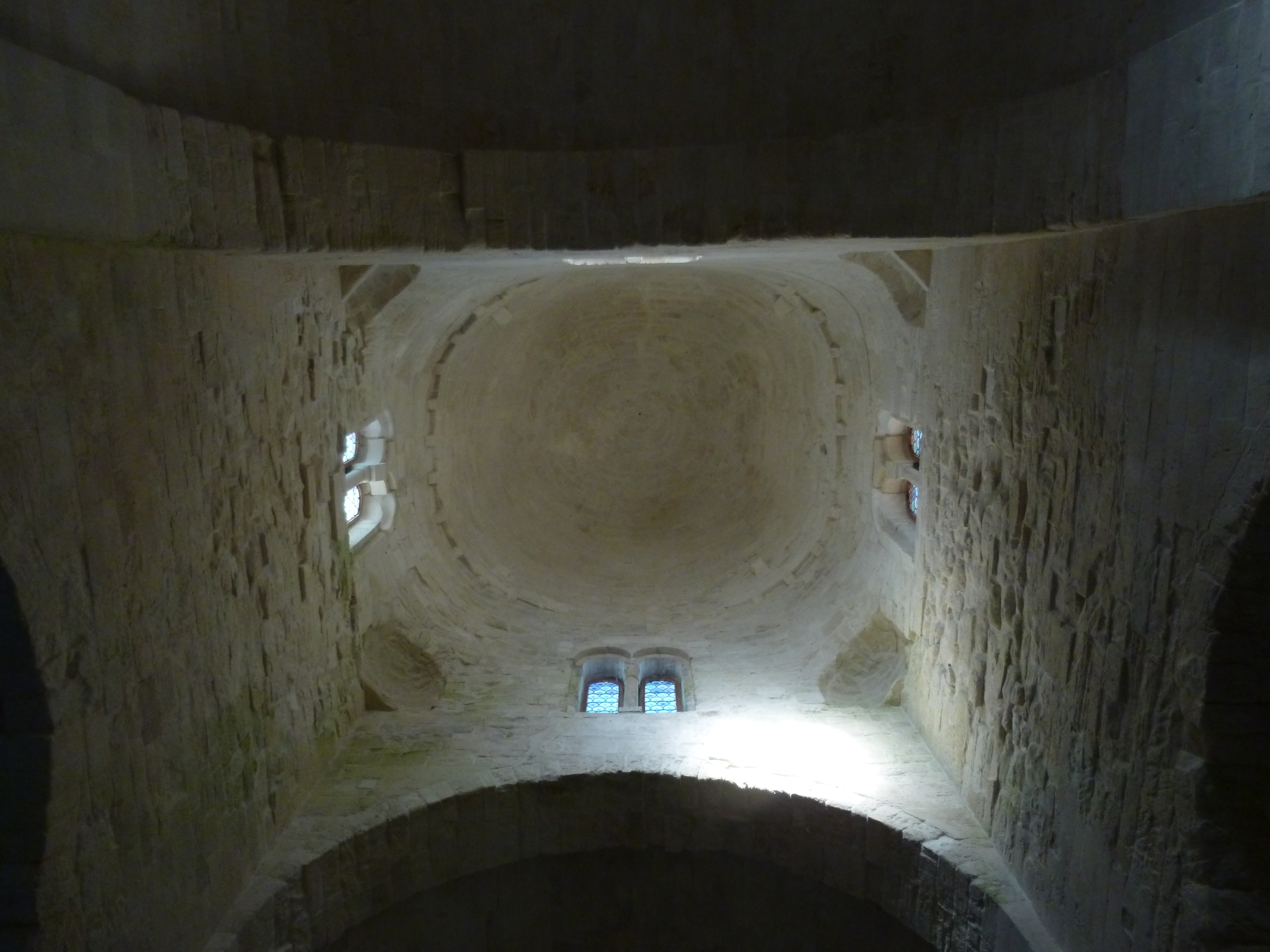
Ancona, Chiesa di Santa Maria di Portonovo, interno, cupola
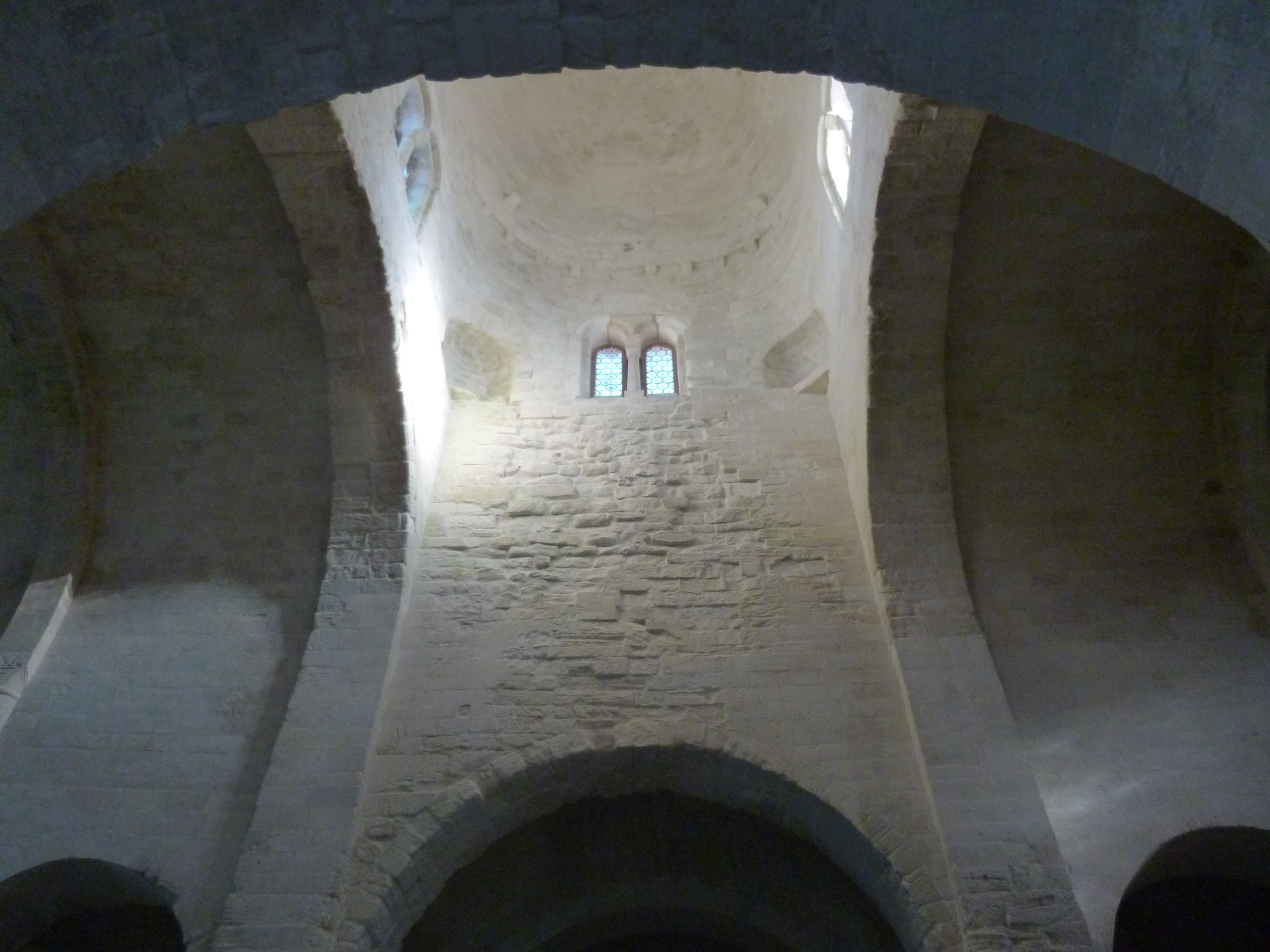
Ancona, Chiesa di Santa Maria di Portonovo, interno, cupola